# Liste der Baudenkmäler in Fürth/K
Diese Liste ist eine Teilliste der Liste der Baudenkmäler in Fürth. Grundlage der Liste ist die Bayerische Denkmalliste, die auf Basis des bayerischen Denkmalschutzgesetzes vom 1. Oktober 1973 erstmals erstellt wurde und seither durch das Bayerische Landesamt für Denkmalpflege geführt und aktualisiert wird. Die folgenden Angaben ersetzen nicht die rechtsverbindliche Auskunft der Denkmalschutzbehörde.
Dieser Teil der Liste beschreibt die denkmalgeschützten Objekte in folgenden Straßen:
- Kaiserplatz
- Kaiserstraße
- Kapellenstraße
- Karlstraße
- Karolinenstraße
- Katharinenstraße
- Kellermannstraße
- Kirchenplatz
- Kirchenstraße
- Kohlenmarkt
- Königsplatz
- Königstraße
- Königswarterstraße
- Kornstraße
- Krautheimerstraße
- Kreuzstraße
- Kronacher Straße
- Kurgartenstraße
- Kutzerstraße

## Kaiserplatz
| Lage                     | Objekt               | Beschreibung | Akten-Nr.               | Bild |
| ------------------------ | -------------------- | --- | ----------------------- | ---- |
| Kaiserplatz 2 (Standort) | Mietshaus            | Viergeschossiger traufseitiger Satteldachbau mit Sandsteinfassade mit rustiziertem Erdgeschoss, Neurenaissance, von Egerer und Richter, 1888; Rückgebäude, zweigeschossiger Putzbau mit Mansarddach, gleichzeitig. | D-5-63-000-516 Wikidata | BW   |
| Kaiserplatz 3 (Standort) | Mietshaus            | Viergeschossiger Mansarddachbau mit Sandsteinfassade, rustiziertem Erdgeschoss, flachen Segmenterkern und mittigem Zwerchhaus, Jugendstil, von Bräutigam und Wiessner, 1906; Rückgebäude, dreigeschossiger Backsteinbau mit Pultdach, gleichzeitig; Rückgebäude, zweigeschossiger, verputzter Backsteinbau mit Fachwerkobergeschoss und Pultdach, gleichzeitig. | D-5-63-000-517 Wikidata | BW   |
| Kaiserplatz 4 (Standort) | Mietshaus in Ecklage | Viergeschossiger Satteldachbau mit Sandsteinfassade, Zwerchgiebel und hölzernen Dacherkern, historisierend, von Anton Wagner, 1899; Rückgebäude, zweigeschossiger Putzbau mit Fachwerkobergeschoss, Pultdach und Aufzugsgaube, gleichzeitig. | D-5-63-000-518 Wikidata | BW   |

## Kaiserstraße
| Lage                                           | Objekt                                                                | Beschreibung | Akten-Nr.                         | Bild                  |
| ---------------------------------------------- | --------------------------------------------------------------------- | --- | --------------------------------- | --------------------- |
| Kaiserstraße 11 (Standort)                     | Mietshaus in Ecklage                                                  | Fünfgeschossiger Satteldachbau mit Sandsteinfassade, Erker und breit abgeschrägter Ecke mit Schweifgiebel und flankierenden Eckerkertürmchen, im Neu-Nürnberger-Stil, von Adam Egerer, um 1900, Dachausbau später. | D-5-63-000-519 Wikidata           | Mietshaus in Ecklage  |
| Kaiserstraße 12 (Standort)                     | Mietshaus                                                             | Dreigeschossiger Mansarddachbau mit asymmetrischer Sandsteinfassade, Erker mit Eisenbalkonbrüstung, Zwerchhaus mit Dreiecksgiebel und Loggien, Spätjugendstil, von Fritz Walter, 1908/09. | D-5-63-000-520 Wikidata           | Mietshaus             |
| Kaiserstraße 13 (Standort)                     | Mietshaus                                                             | Viergeschossiger traufseitiger Satteldachbau mit Sandsteinfassade, rustiziertem Erdgeschoss, flachem Mittelrisalit, Zwerchhaus mit Ziergiebel und ausgebautem Dachgeschoss, Neurenaissance, von Adam Egerer, 1901; bauliche Gruppe mit Kaiserstraße 15. | D-5-63-000-521 Wikidata           | Mietshaus             |
| Kaiserstraße 14 (Standort)                     | Mietshaus, ehemals mit Gaststätte „Zum Ritter Eppelein von Geilingen“ | Viergeschossiger traufseitiger Satteldachbau mit Sandsteinfassade, rustiziertem Erdgeschoss und seitlichem Zwerchhaus, historisierend, von Carl Frank, 1907. | D-5-63-000-522 Wikidata           | weitere Bilder        |
| Kaiserstraße 15 (Standort)                     | Mietshaus                                                             | Viergeschossiger traufseitiger Satteldachbau mit Sandsteinfassade, rustiziertem Erdgeschoss, breitem Zwerchhaus mit Ziergiebel und ausgebautem Dachgeschoss, Neurenaissance, von Adam Egerer, bez. 1902; bauliche Gruppe mit Kaiserstraße 13. | D-5-63-000-523 Wikidata           | Mietshaus             |
| Kaiserstraße 16 (Standort)                     | Mietshaus in Ecklage                                                  | Viergeschossiger Mansarddachbau mit Sandsteinfassade, Eisenbalkon und Zwerchgiebel an der abgeschrägten Ecke, im Neu-Nürnberger-Stil, von Otto Beik, 1899. | D-5-63-000-524 Wikidata           | Mietshaus in Ecklage  |
| Kaiserstraße 18 (Standort)                     | Mietshaus                                                             | Viergeschossiger traufseitiger Satteldachbau mit Sandsteinfassade, rustiziertem Erdgeschoss, Zwerchhaus mit Volutengiebel und ausgebautem Dachgeschoss, im Neu-Nürnberger-Stil, von Otto Beik und Pankraz Sachs, 1899/1900. | D-5-63-000-525 Wikidata           | Mietshaus             |
| Kaiserstraße 21 (Standort)                     | Mietshaus                                                             | Viergeschossiger traufseitiger Satteldachbau mit Sandsteinfassade, reich gegliedertem Erker, Zwerchhaus mit Volutengiebel und ausgebautem Dachgeschoss, im Neu-Nürnberger-Stil, von Heinrich Walz, 1902. | D-5-63-000-526 Wikidata           | Mietshaus             |
| Kaiserstraße 23 (Standort)                     | Mietshaus                                                             | Viergeschossiger Mansarddachbau mit Sandsteinfassade mit betonter Mittelachse, historisierend, von Heinrich Walz, 1901. | D-5-63-000-527 Wikidata           | Mietshaus             |
| Kaiserstraße 92 (Standort)                     | Hardenberg-Gymnasium                                                  | Viereinhalbgeschossiger, symmetrischer Walmdachbau mit Sandstein- und Putzfassade, kupferverkleidetem Turmaufsatz und schmälerem Mittelteil mit konvexem Risalit und Portalvorbau an der Nordseite und Säulenarkaden an der Südseite, historisierend, von Otto Holzer, bez. 1912. | D-5-63-000-528 Wikidata           | weitere Bilder        |
| Kaiserstraße 92 (Standort)                     | Turnhalle                                                             | Erdgeschossiger Walmdachbau mit Putzfassade mit Sandsteinlisenen und -sockel, mit Verbindungstrakten zum Schulgebäude und ehemaligem Rektorhaus Kaiserstraße 94, neuklassizistisch, von Josef Zizler, bez. 1912. | D-5-63-000-528 zugehörig Wikidata | Turnhalle             |
| Kaiserstraße 92 (Standort)                     | Einfriedung                                                           | Gitterzaun auf Sandsteinquadermauer mit Sandsteinpfeilern, südlich der Turnhalle verputzte Sandsteinquadermauer, 1912. | D-5-63-000-528 zugehörig Wikidata | Einfriedung           |
| Kaiserstraße 94 (Standort)                     | Ehemaliges Rektorhaus                                                 | Zweigeschossiger Putzbau mit Walmdach, rustiziertem Sandsteinsockel, Erker, Treppenturm und skulptierter Portalädikula, historisierend, von Josef Zizler, bez. 1913. | D-5-63-000-529 Wikidata           | Ehemaliges Rektorhaus |
| Kaiserstraße 113 (Standort)                    | Katholisches Pfarramt St. Heinrich                                    | Zweigeschossiger, zweiflügeliger und freistehender Putzbau mit Mansardwalmdach, Lisenengliederung und Stuckdekor um das Portal (Madonnenrelief), Neubarock, von Hans Schurr, 1926; Einfriedung, verputzte Ziegelmauer, gleichzeitig. | D-5-63-000-530 Wikidata           | weitere Bilder        |
| Kaiserstraße 156 (Standort)                    | Mietshaus                                                             | Schmaler, fünfgeschossiger und traufseitiger Satteldachbau mit Sandsteinfassade, Polygonalerker und hölzernem Zwerchhaus mit Spitzhelm, im Neu-Nürnberger-Stil, von G. Richter und Bräutigam und Wiessner, 1904–06. | D-5-63-000-531 Wikidata           | Mietshaus             |
| Kaiserstraße 160 / Leyher Straße 16 (Standort) | Mietshaus                                                             | Viergeschossiger traufseitiger Satteldachbau mit Sandsteinfassade mit sehr flachem Mittelrisalit und Fledermausgauben, in der Durchfahrt Pferde-Wandbilder, Jugendstil, von Bräutigam und Wiessner, 1909; Rückgebäude, dreigeschossiger Backsteinbau mit Mansarddach, gleichzeitig; ehemaliger Pferdestall, zweigeschossiger Backsteinbau mit Fachwerkobergeschoss und Pultdach, gleichzeitig. | D-5-63-000-532 Wikidata           | Mietshaus             |
| Kaiserstraße 162 (Standort)                    | Mietshaus                                                             | Dreigeschossiger Mansarddachbau mit Backsteinfassade, Sandsteingliederung und Zwerchgiebel, Neurenaissance, von Egerer und Richter, 1888; bauliche Einheit mit Eckhaus Leyher Straße 12. | D-5-63-000-533 Wikidata           | BW                    |
| Kaiserstraße 168 / 170 (Standort)              | Ehemalige Buntpapierfabrik                                            | Dreiflügeliger, dreigeschossiger Backsteinbau mit Mansard- und Satteldach, Hausteingliederung und Gurtgesims, Fabriksaal mit Gusssteinstützen, 1890, Erweiterung von Adam Egerer, 1909. | D-5-63-000-1592 Wikidata          | weitere Bilder        |

## Kapellenstraße
| Lage                                           | Objekt                                           | Beschreibung | Akten-Nr.               | Bild           |
| ---------------------------------------------- | ------------------------------------------------ | --- | ----------------------- | -------------- |
| Kapellenanger (Nähe Kapellenstraße) (Standort) | Denkmal am Platz der abgegangenen Martinskapelle | Durch eine Gruppe von fünf Eichen und Denkmal gekennzeichnet, Säulenstumpf auf Bruchsteinunterbau, 1855, 1945 zerstört, 1983 wiederhergestellt. | D-5-63-000-535 Wikidata | weitere Bilder |
| Kapellenstraße 9 (Standort)                    | Wohnhaus                                         | Zweigeschossiger Putzbau mit Walmdach und verschiefertem Fachwerk-Zwerchhaus, wohl Mitte oder zweite Hälfte 18. Jahrhundert, Zwerchhaus von Johann Gran jun., 1863; Hofhaus, langgestreckter, zweigeschossiger und traufseitiger Sandsteinquaderbau mit Satteldach und mittigem Walmdach-Zwerchhaus, von Friedrich Müller und Simon Roth, 1830, Erweiterung von Johann Michael Zink und Simon Roth, 1832; Seitenflügel, langgestreckter, erdgeschossiger Sandsteinquaderbau mit Walmdach, wohl erste Hälfte 19. Jahrhundert. | D-5-63-000-536 Wikidata | BW             |

## Karlstraße
| Lage                     | Objekt               | Beschreibung | Akten-Nr.                | Bild                 |
| ------------------------ | -------------------- | --- | ------------------------ | -------------------- |
| Karlstraße 7 (Standort)  | Mietshaus            | Viergeschossiger traufseitiger Satteldachbau mit Putzfassade, Stuckdekor, Sandsteingliederung, verputztem Sandsteinsockel und geschweiftem Zwerchgiebel, an Erdgeschoss Reliefbüste des Heiligen Paulus, Jugendstil, von Bräutigam und Wiessner, Anfang 20. Jahrhundert; Rückgebäude, dreigeschossiger, teils geschlämmter Backsteinbau mit Pultdach, gleichzeitig; Rückgebäude, erdgeschossiger, geschlämmter Backsteinbau mit Pultdach, gleichzeitig; bauliche Gruppe mit Karlstraße 9 / 11. | D-5-63-000-537 Wikidata  | BW                   |
| Karlstraße 9 (Standort)  | Mietshaus            | Viergeschossiger traufseitiger Satteldachbau mit Putzfassade, Stuckdekor, Sandsteingliederung, verputztem Sandsteinsockel und erkerähnlich betonter Mittelachse, Jugendstil, von Bräutigam und Wiessner, Anfang 20. Jahrhundert; Rückgebäude, dreigeschossiger Backsteinbau mit Pultdach, gleichzeitig; Rückgebäude, wohl ehemalige Werkstatt, erdgeschossiger Backsteinbau mit Flachdach, gleichzeitig; bauliche Gruppe mit Karlstraße 7 / 11.                                                | D-5-63-000-1813 Wikidata | BW                   |
| Karlstraße 11 (Standort) | Mietshaus            | viergeschossiger traufseitiger Satteldachbau mit Putzfassade mit Stuckdekor, Sandsteingliederung, verputztem Sandsteinsockel und geschweiftem Zwerchgiebel, Jugendstil, von Bräutigam und Wiessner, Anfang 20. Jh.; bauliche Gruppe mit Karlstraße 7/9 | D-5-63-000-1814          | BW                   |
| Karlstraße 13 (Standort) | Mietshaus            | Viergeschossiger traufseitiger Satteldachbau mit Sandsteinfassade und Mittelerker mit Eisenbalkonbrüstung, im Neu-Nürnberger-Stil mit Jugendstil-Anklängen, von Bräutigam und Wiessner, 1903/04. | D-5-63-000-538 Wikidata  | BW                   |
| Karlstraße 14 (Standort) | Mietshaus            | Viergeschossiger traufseitiger Satteldachbau mit Sandsteinfassade und Mittelerker mit Eisenbalkonbrüstung, Neurenaissance, wohl von Johann Teufel, 1903. | D-5-63-000-539 Wikidata  | BW                   |
| Karlstraße 15 (Standort) | Mietshaus in Ecklage | Fünfgeschossiger Satteldachbau mit reich gegliederter Sandsteinfassade, Erkern mit Eisenbalkonbrüstungen, Zwerchgiebeln und polygonalem Eckerker, historisierend, wohl von Melchior Kürzdörfer, bez. 1902. | D-5-63-000-540 Wikidata  | Mietshaus in Ecklage |
| Karlstraße 30 (Standort) | Mietshaus            | Viergeschossiger Mansarddachbau mit reich dekorierter Sandsteinfassade, zwischen zwei Flacherkern gespannten Gitterbalkonen, Dachgauben und breitem Walmdachzwerchhaus, mit Art-Deco-Elementen, von Carl Nadler, 1912; ehemaliges Fabrikgebäude im Hof, ein- bis dreigeschossiger Backsteinbau mit Flachdach, gleichzeitig. | D-5-63-000-541 Wikidata  | BW                   |

## Karolinenstraße
| Lage                                                          | Objekt                                           | Beschreibung | Akten-Nr.                | Bild                                |
| ------------------------------------------------------------- | ------------------------------------------------ | --- | ------------------------ | ----------------------------------- |
| Karolinenstraße 1 (Standort)                                  | Wohnhaus in Ecklage                              | Dreiseitig freistehender, zweigeschossiger Sandsteinbau mit Walmdach, Zwerchhaus an der Hauptfront und erhöhtem Mittelrisalit im Westen, in klassizistischer Neurenaissance, vielleicht von Johann Michael Zink, 1876; Vorgarten-Einfriedung, Pfeilgitterzaun und Sandsteinpfeiler, neugotisch, gleichzeitig; Teil des Ensembles Karolinenstraße.                                                                           | D-5-63-000-543 Wikidata  | BW                                  |
| Karolinenstraße 2 / Dambacher Straße 1 (Standort)             | Wohnhaus in Ecklage                              | Zweigeschossiger Sandsteinbau mit Mansard- und Satteldach und erhöhtem Mittelrisalit mit Attika an der Nordseite, an der abgeschrägten Ecke dreigeschossig mit Attika und Halbrundgiebel, spätklassizistisch, vielleicht von Johann Michael Zink, 1873, Westflügel an der Dambacher Straße 1879; Vorgarten-Einfriedung, Pfeilgitterzaun und Sandsteinpfeiler, neugotisch, gleichzeitig; Teil des Ensembles Karolinenstraße. | D-5-63-000-544 Wikidata  | BW                                  |
| Karolinenstraße 3 (Standort)                                  | Wohnhaus                                         | Dreigeschossiger traufseitiger Sandsteinbau mit Satteldach, Rosettenfries und Konsoltraufgesims, spätklassizistisch, von Johann Michael Zink, 1875; Teil des Ensembles Karolinenstraße. | D-5-63-000-545 Wikidata  | BW                                  |
| Karolinenstraße 4 (Standort)                                  | Wohnhaus                                         | Viergeschossiger traufseitiger Sandsteinbau mit Satteldach, Mäanderfries und Konsoltraufgesims, Neurenaissance, vielleicht von Johann Michael Zink, 1879 Aufstockung 1950; Vorgarten-Einfriedung, Pfeilgitterzaun, neugotisch, gleichzeitig; Teil des Ensembles Karolinenstraße. | D-5-63-000-546 Wikidata  | BW                                  |
| Karolinenstraße 5 (Standort)                                  | Wohnhaus, jetzt Landwirtschaftliche Krankenkasse | Dreigeschossiger traufseitiger Satteldachbau mit Sandsteinfassade, Dreiecksgiebel am erhöhten Mittelrisalit und Konsoltraufgesims, spätklassizistisch, von Johann Michael Zink, 1875; Teil des Ensembles Karolinenstraße. | D-5-63-000-547 Wikidata  | BW                                  |
| Karolinenstraße 6 (Standort)                                  | Wohnhaus                                         | Dreigeschossiger Mansarddachbau mit reich gegliederter Sandsteinfassade, Erker am flachen Mittelrisalit und Zwerchhaus mit Segmentgiebel, Neurenaissance, von Egerer und Richter, 1881/82; Vorgarten-Einfriedung, Pfeilgitterzaun und rustizierte Sandsteinpfeiler, gleichzeitig; bauliche Gruppe mit Karolinenstraße 8 / 10; Teil des Ensembles Karolinenstraße.                                                           | D-5-63-000-548 Wikidata  | BW                                  |
| Karolinenstraße 7 (Standort)                                  | Wohnhaus                                         | Dreigeschossiger traufseitiger Satteldachbau mit reich gegliederter Sandsteinfassade, Giebelzwerchhaus am flachen Mittelrisalit, frühe Neurenaissance, vielleicht von Wilhelm Krämer, 1879; Teil des Ensembles Karolinenstraße. | D-5-63-000-549 Wikidata  | BW                                  |
| Karolinenstraße 8 (Standort)                                  | Wohnhaus                                         | Dreigeschossiger Mansarddachbau mit reich gegliederter Sandsteinfassade, Erker am flachen Mittelrisalit, Dachgauben und Zwerchhaus mit Ziergiebel, Neurenaissance, von Egerer und Richter, 1884; Vorgarten-Einfriedung, Pfeilgitterzaun und Sandsteinpfeiler, gleichzeitig; bauliche Gruppe mit Karolinenstraße 6 / 10; Teil des Ensembles Karolinenstraße.                                                                 | D-5-63-000-550 Wikidata  | BW                                  |
| Karolinenstraße 9 (Standort)                                  | Mietshaus                                        | Dreigeschossiger Mansarddachbau mit Sandsteinfassade, flachen Seitenrisaliten und mittigem Zwerchhaus mit Ziergiebel, Neurenaissance, von Max Mayer, 1879; bauliche Gruppe mit Karolinenstraße 11 / 13; Teil des Ensembles Karolinenstraße. | D-5-63-000-551 Wikidata  | BW                                  |
| Karolinenstraße 10 (Standort)                                 | Wohnhaus                                         | Dreigeschossiger Mansarddachbau mit reich gegliederter Sandsteinfassade, flachem Mittelrisalit und Zwerchhaus mit Ziergiebel, Neurenaissance, von Egerer und Richter, 1885; Vorgarten-Einfriedung, Pfeilgitterzaun und Sandsteinpfeiler, gleichzeitig; bauliche Gruppe mit Karolinenstraße 6 / 8; Teil des Ensembles Karolinenstraße.                                                                                       | D-5-63-000-552 Wikidata  | BW                                  |
| Karolinenstraße 11 (Standort)                                 | Mietshaus                                        | Dreigeschossiger Mansarddachbau mit Sandsteinfassade, Balkon und mittigem Voluten-Zwerchhaus mit Ziergiebel, Neurenaissance, von Konrad Weber, 1880; bauliche Gruppe mit Karolinenstraße 9 / 13; Teil des Ensembles Karolinenstraße. | D-5-63-000-553 Wikidata  | BW                                  |
| Karolinenstraße 12 (Standort)                                 | Mietshaus                                        | Dreigeschossiger Mansarddachbau mit reich gegliederter Sandsteinfassade, Dachgauben und Zwerchhaus mit Ziergiebel, Neurenaissance, von Moritz Haubrich, 1888; Vorgarten-Einfriedung, Pfeilgitterzaun und Sandsteinpfeiler, gleichzeitig; bauliche Gruppe mit Karolinenstraße 14; Teil des Ensembles Karolinenstraße. | D-5-63-000-554 Wikidata  | BW                                  |
| Karolinenstraße 13 (Standort)                                 | Mietshaus                                        | Dreigeschossiger Mansarddachbau mit Sandsteinfassade, Erker und mittigem Zwerchhaus mit Ziergiebel, Neurenaissance, von Konrad Weber, 1878; Rückgebäude, zweigeschossiger, abgewinkelter Putzbau mit Pultdach, gleichzeitig; bauliche Gruppe mit Karolinenstraße 9 / 11; Teil des Ensembles Karolinenstraße. | D-5-63-000-555 Wikidata  | BW                                  |
| Karolinenstraße 14 (Standort)                                 | Mietshaus                                        | Dreigeschossiger Mansarddachbau mit reich gegliederter Sandsteinfassade, flachem Mittelrisalit und Zwerchhaus mit Volutengiebel mit Figurennische, Neurenaissance, von Moritz Haubrich, 1888; Vorgarten-Einfriedung, Pfeilgitterzaun und Sandsteinpfeiler, gleichzeitig; bauliche Gruppe mit Karolinenstraße 12; Teil des Ensembles Karolinenstraße.                                                                        | D-5-63-000-556 Wikidata  | BW                                  |
| Karolinenstraße 15 (Standort)                                 | Wohnhaus                                         | Zweigeschossiger Mansarddachbau mit reich gegliederter Sandsteinfassade, flachem Mittelrisalit und Zwerchhaus mit Ziergiebel, Neurenaissance, wohl von Konrad Weber, 1873/74, Mansarddach von Hans Scharff, 1898; Rückgebäude, zweigeschossiger Putzbau mit Pultdach, gleichzeitig; Vorgarten-Einfriedung, Pfeilgitterzaun, gleichzeitig; Teil des Ensembles Karolinenstraße.                                               | D-5-63-000-557 Wikidata  | BW                                  |
| Karolinenstraße 16 (Standort)                                 | Mietshaus                                        | Viergeschossiger Mansarddachbau mit reich gegliederter Sandsteinfassade, rustiziertem Erdgeschoss, Bodenerker mit Eisenbalkonbrüstung und Zwerchgiebel, Neubarock, von Moritz Haubrich, 1895; Vorgarten-Einfriedung, Eisengitterzaun und rustizierte Sandsteinpfeiler, gleichzeitig; Teil des Ensembles Karolinenstraße. | D-5-63-000-558 Wikidata  | BW                                  |
| Karolinenstraße 17 / Schwabacher Straße 66 (Standort)         | Letra-Haus                                       | Ehemaliges Geschäfts- und Fabrikhaus, fünfgeschossiger, großflächig verglaster Stahlbetonbau mit Flachdach und verglastem Treppenturm an der Gebäudeecke, an Ostseite (Schwabacher Straße 66) zweigeschossiger Café-Anbau mit Flachdach, von W. Hauck und W. Snowdon, 1954–56; Teil des Ensembles Karolinenstraße. | D-5-63-000-1659 Wikidata | weitere Bilder                      |
| Karolinenstraße 18 (Standort)                                 | Mietshaus                                        | Viergeschossiger traufseitiger Satteldachbau mit Sandsteinfassade, erhöhtem Mittelrisalit mit Polygonalerker und geschweiftem Zwerchgiebel, im Neu-Nürnberger-Stil, von Fritz Walter, 1898/99; bauliche Gruppe mit Eckhaus Karolinenstraße 20 und Schwabacher Straße 72; Teil des Ensembles Karolinenstraße. | D-5-63-000-559 Wikidata  | BW                                  |
| Karolinenstraße 19 (Standort)                                 | Cadolzburger Bahnhof                             | Ehemaliger Bahnhof der Rangaubahn, zweigeschossiger Satteldachbau mit rustiziertem Sandsteinerdgeschoss und Ziegelsteinobergeschoss mit reicher Hausteingliederung und Eckrustika, Neurenaissance, um 1892. | D-5-63-000-1594 Wikidata | BW                                  |
| Karolinenstraße 20 (Standort)                                 | Mietshaus in Ecklage                             | Viergeschossiger Satteldachbau mit Sandsteinfassade, Erkern, geschweiftem Zwerchgiebel, hölzernen Giebelgauben und polygonalem Eckturmaufsatz mit Schweifkuppel, im Neu-Nürnberger-Stil, von Moritz Haubrich, 1897/98; bauliche Gruppe mit Karolinenstraße 18 und Schwabacher Straße 72; Teil des Ensembles Karolinenstraße.                                                                                                | D-5-63-000-560 Wikidata  | weitere Bilder                      |
| Karolinenstraße 24 (Standort)                                 | Mietshaus                                        | Viergeschossiger traufseitiger Satteldachbau mit Sandsteinfassade, Erker, Zwerchhaus mit Schweifgiebel und ausgebautem Fachwerk-Dachgeschoss mit Ziegelausfachung, im Neu-Nürnberger-Stil, von Hans Scharff, 1898. | D-5-63-000-561 Wikidata  | BW                                  |
| Karolinenstraße 26 (Standort)                                 | Mietshaus                                        | Dreigeschossiger traufseitiger Satteldachbau mit Sandsteinfassade und Sohlbankgesims, Neurenaissance, von Johann Söhnlein, 1877; Rückgebäude, dreigeschossiger Sandsteinbau mit Pultdach, gleichzeitig, Aufstockung wohl zweite Hälfte 20. Jahrhundert; bauliche Gruppe mit Karolinenstraße 28 / 30. | D-5-63-000-562 Wikidata  | BW                                  |
| Karolinenstraße 28 (Standort)                                 | Mietshaus                                        | Dreigeschossiger Mansarddachbau mit Sandsteinfassade, Konsoltraufgesims und Eisenbalkongruppe, Neurenaissance, von Johann Söhnlein, 1879/80; Rückgebäude, zwei- und dreigeschossiger, abgewinkelter Backstein- und Sandsteinbau mit Mansarddach, gleichzeitig; bauliche Gruppe mit Karolinenstraße 26 / 30. | D-5-63-000-1774 Wikidata | BW                                  |
| Karolinenstraße 30 (Standort)                                 | Mietshaus                                        | dreigeschossiger traufseitiger Satteldachbau mit Sandsteinfassade, Rosettenfries, Konsoltraufgesims und Sohlbankgesims, Neurenaissance, von Johann Söhnlein, 1879/80; bauliche Gruppe mit Karolinenstraße 26/28 | D-5-63-000-1775          | BW                                  |
| Karolinenstraße 32 (Standort)                                 | Mietshaus                                        | Viergeschossiger traufseitiger Satteldachbau mit Sandsteinfassade und Dachgauben, Neurenaissance, von Johann Michael Horneber, 1889; Rückgebäude, erdgeschossiger Sandsteinbau mit Mansarddach und Aufzugsgaube, gleichzeitig. | D-5-63-000-563 Wikidata  | BW                                  |
| Karolinenstraße 36 (Standort)                                 | Mietshaus                                        | Viergeschossiger Mansarddachbau mit Sandsteinfassade, Mittelerker mit Eisenbalkonbrüstung und Zwerchhaus mit Schweifgiebel, im Neu-Nürnberger-Stil, von Peringer und Rogler, 1904/05; Rückgebäude, dreigeschossiger Putzbau mit Mansarddach, gleichzeitig; bauliche Gruppe mit Karolinenstraße 38 / 40. | D-5-63-000-564 Wikidata  | Mietshaus                           |
| Karolinenstraße 38 (Standort)                                 | Mietshaus                                        | Viergeschossiger Mansarddachbau mit Sandsteinfassade, breitem Zwerchhaus und zwischen Erkern eingespannten Balkongittern, im Neu-Nürnberger-Stil, von Peringer und Rogler, 1904/05; Rückgebäude, dreigeschossiger Backsteinbau mit Mansarddach, gleichzeitig; Vorgarten-Einfriedung, Pfeilgitterzaun und Sandsteinpfeiler, gleichzeitig; bauliche Gruppe mit Karolinenstraße 36 / 40.                                       | D-5-63-000-1776 Wikidata | BW                                  |
| Karolinenstraße 40 (Standort)                                 | Mietshaus                                        | viergeschossiger Mansarddachbau mit Sandsteinfassade, Erkern mit Eisenbalkonbrüstungen und Zwerchhaus mit Schweifgiebel, im Neu-Nürnberger-Stil, von Peringer und Rogler, 1904/05; Rückgebäude, ein- und dreigeschossiger Backsteinbau mit Pultdach, gleichzeitig; Vorgarten-Einfriedung, Pfeilgitterzaun und Sandsteinpfeiler, gleichzeitig; bauliche Gruppe mit Karolinenstraße 36/38                                     | D-5-63-000-1777          | BW                                  |
| Karolinenstraße 42 (Standort)                                 | Wohnhaus in Ecklage                              | Viergeschossiger Walmdachbau mit reich gegliederter Sandsteinfassade, rustiziertem Erdgeschoss und Erker mit Eisenbalkonbrüstung an der Nordseite, Neurenaissance, von Evora und Meyer, 1889; Vorgarten-Einfriedung, Pfeilgitterzaun und Sandsteinpfeiler, gleichzeitig. | D-5-63-000-565 Wikidata  | Wohnhaus in Ecklage                 |
| Karolinenstraße 45, 47, Bahnlinie Fürth – Würzburg (Standort) | Tunnel                                           | Straßenunterführung unter Eisenbahnstrecke, Walzträgerbau, um 1907; zugehörig zwei Pavillons an der Südseite; östlicher Pavillon, zweigeschossiger Putzbau mit Walmdach und rustiziertem Sandsteinerdgeschoss, 1915; westlicher Pavillon, zweigeschossiger Putzbau mit Walmdach und rustiziertem Sandsteinerdgeschoss, 1907                                                                                                 | D-5-63-000-1848          | BW                                  |
| Karolinenstraße 46 (Standort)                                 | Mietshaus                                        | Viergeschossiger traufseitiger Satteldachbau mit Sandsteinfassade, keilförmigem Erker, im Neu-Nürnberger-Stil, von Moritz Haubrich, 1898–1900. | D-5-63-000-566 Wikidata  | BW                                  |
| Karolinenstraße 46 a (Standort)                               | Mietshaus                                        | Viergeschossiger traufseitiger Satteldachbau mit reich gegliederter Sandsteinfassade und Mittelerker, Neurenaissance, von Moritz Haubrich, 1890/91; Rückgebäude, zwei- und dreigeschossiger Sandsteinbau mit Pult- und Mansarddach, gleichzeitig; Vorgarten-Einfriedung, Pfeilgitterzaun und Sandsteinpfeiler, gleichzeitig.                                                                                                | D-5-63-000-567 Wikidata  | Mietshaus                           |
| Karolinenstraße 50 (Standort)                                 | Mietshaus in Ecklage                             | Viergeschossiger Mansardwalmdachbau mit Sandsteinfassade im Norden und Putzfassade mit Sandsteinerdgeschoss im Osten, Erkern, Zwerchgiebel, Eckturmaufsatz und Fachwerk-Dachgeschoss, im Neu-Nürnberger-Stil, von Adam Egerer, 1899/1900; Vorgarten-Einfriedung, Pfeilgitterzaun und Gittertor, gleichzeitig; bauliche Gruppe mit Karolinenstraße 52.                                                                       | D-5-63-000-568 Wikidata  | Mietshaus in Ecklage                |
| Karolinenstraße 52 (Standort)                                 | Mietshaus                                        | in Ecklage, viergeschossiger Walmdachbau mit Sandsteinfassade, Erkern, Ädikulaportal, hölzernem Zwerchhaus, Eckturmaufsatz mit Glockendach und Fachwerk-Dachgeschoss, im Neu-Nürnberger-Stil, von Adam Egerer, um 1900; Rückflügel, dreigeschossiger Backsteinbau mit Pultdach, gleichzeitig; Vorgarten-Einfriedung, Pfeilgitterzaun und Gittertor, gleichzeitig; bauliche Gruppe mit Karolinenstraße 50                    | D-5-63-000-1778          | BW                                  |
| Karolinenstraße 52 b (Standort)                               | Mietshaus                                        | Viergeschossiger traufseitiger Satteldachbau mit Sandsteinfassade, Erkern mit Eisenbalkonbrüstungen, Eisenbalkon und Zwerchhaus, Jugendstil, von Adam Egerer, 1905. | D-5-63-000-569 Wikidata  | Mietshaus                           |
| Karolinenstraße 54 (Standort)                                 | Mietshaus                                        | Viergeschossiger traufseitiger Satteldachbau mit Sandsteinfassade, rustiziertem Erdgeschoss und Ziergiebelaufsatz, Neurenaissance, von Hans Scharff, bez. 1895. | D-5-63-000-570 Wikidata  | BW                                  |
| Karolinenstraße 60 (Standort)                                 | Mietshaus in Ecklage                             | Dreigeschossiger, dreiseitig freistehender Walmdachbau mit reich gegliederter Sandsteinfassade, flachen Mittelrisaliten an der West- und Nordseite, spätklassizistisch, 1877, Aufstockung von Hans Müdsam, 1902; Vorgarten-Einfriedung, Gitterzaun und Sandsteinpfeiler, klassizistischer Jugendstil, Anfang 20. Jahrhundert.                                                                                               | D-5-63-000-571 Wikidata  | Mietshaus in Ecklage                |
| Karolinenstraße 64 (Standort)                                 | Wohnhaus                                         | Dreigeschossiger, traufseitiger Putzbau mit Satteldach, Seitenrisaliten mit flachen Giebeln, hölzernem Konsoltraufgesims und hölzernen Loggien, klassizistisch, wohl von Konrad Gieß, 1863; Rückgebäude, dreigeschossiger Backsteinbau mit verschieferten Obergeschossen und Walmdach, zweite Hälfte 19. Jahrhundert. | D-5-63-000-572 Wikidata  | BW                                  |
| Karolinenstraße, gegenüber Einmündung Benditstraße (Standort) | Südlicher Kopfbau des Luisentunnels              | Langgestreckter, offener Pavillon auf Betonsäulen und geschweiftem Blechdach, 1913 eröffnet. | D-5-63-000-573 Wikidata  | Südlicher Kopfbau des Luisentunnels |
| Karolinenstraße 114 (Standort)                                | Mietshaus                                        | Viergeschossiger traufseitiger Satteldachbau mit Backsteinfassade, Sandsteinerdgeschoss und -gliederung, flachem Mittelrisalit und Dachgauben, Neurenaissance, von Vornberg und Scharff, 1890; Vorgarten-Einfriedung, Pfeilgitterzaun und Sandsteinpfeiler, gleichzeitig. | D-5-63-000-574 Wikidata  | BW                                  |
| Karolinenstraße 126 (Standort)                                | Mietshaus                                        | Dreigeschossiger Mansarddachbau mit Sandsteinfassade mit rustiziertem Erdgeschoss, Neurenaissance, von Johann Gran, 1888/89; Rückgebäude, erdgeschossiger Backsteinbau mit Pultdach, gleichzeitig; Schuppen, erdgeschossiger Putzbau mit Pultdach, gleichzeitig; bauliche Gruppe mit Karolinenstraße 128. | D-5-63-000-575 Wikidata  | BW                                  |
| Karolinenstraße 128 (Standort)                                | Mietshaus                                        | dreigeschossiger Mansarddachbau mit Sandsteinfassade, rustiziertem Erdgeschoss und Dachgauben, Neurenaissance, von Johann Gran, 1888/89; bauliche Gruppe mit Karolinenstraße 126 | D-5-63-000-1817          | BW                                  |

## Katharinenstraße
| Lage                                             | Objekt                                                       | Beschreibung | Akten-Nr.                | Bild                           |
| ------------------------------------------------ | ------------------------------------------------------------ | --- | ------------------------ | ------------------------------ |
| Katharinenstraße 1 / Theaterstraße 14 (Standort) | Ehemaliges Städtisches Leihhaus, jetzt Schulamt und Wohnhaus | Siehe Theaterstraße 14. | D-5-63-000-1343 Wikidata | weitere Bilder                 |
| Katharinenstraße 1a (Standort)                   | Ehemalige Städtische Turnhalle                               | Zweigeschossiger traufseitiger Sandsteinquaderbau mit Satteldach, Sohlbankgesims und Fries mit Rundöffnungen an der Traufe, spätklassizistisch, von Johann Michael Zink und Friedrich Löslein, 1876/77. | D-5-63-000-577 Wikidata  | Ehemalige Städtische Turnhalle |
| Katharinenstraße 7 (Standort)                    | Wohnhaus                                                     | Dreigeschossiger Mansarddachbau mit Sandsteinfassade und seitlichem Zwerchhaus mit Dreiecksgiebel, neuklassizistisch, im Kern 1883, Aufstockung und Fassadenneugestaltung von Peringer und Rogler, 1911; Rückgebäude, zweigeschossiger Bau mit Pultdachbau aus Sichtziegelwerk mit Natursteingliederung und Fachwerkobergeschoss, 1883. | D-5-63-000-1596 Wikidata | Wohnhaus                       |
| Katharinenstraße 9 (Standort)                    | Mietshaus                                                    | Viergeschossiger traufseitiger Satteldachbau mit reich gegliederter Sandsteinfassade und rustiziertem Erdgeschoss, Neurenaissance; Rückgebäude, Mietshaus, dreigeschossiger traufseitiger Sichtziegelbau mit einseitig abgewalmtem Pultdach, Mittelrisalit und Natursteingliederungen, beide von Adam Egerer, 1891.                     | D-5-63-000-578 Wikidata  | Mietshaus                      |

## Kellermannstraße
| Lage                                                                       | Objekt                                                                                                   | Beschreibung | Akten-Nr.                          | Bild |
| -------------------------------------------------------------------------- | --- | --- | ---------------------------------- | ---- |
| Kellermannstraße 1-9 / 11-19 / 21-29 / 31-39 (ungerade Nummern) (Standort) | Ehemalige Kompaniekasernen (Gebäude Nr. 13, 14, 15 und 16) der „Alten“ Infanteriekaserne mit Proviantamt | Vier gleichartige, langgestreckte, zweigeschossige und verputzte Backsteinbauten mit Satteldach und Blendgliederung, ab 1893, Umbau 2002. Siehe auch Dr.-Meyer-Spreckels-Straße. | D-5-63-000-1330 zugehörig Wikidata | BW   |

## Kirchenplatz
| Lage                           | Objekt                                                | Beschreibung | Akten-Nr.               | Bild           |
| ------------------------------ | ----------------------------------------------------- | --- | ----------------------- | -------------- |
| Kirchenplatz (Standort)        | Wilhelm-Löhe-Denkmal                                  | Wilhelm-Löhe-Denkmal, Bronzebüste auf hohem Granitsteinsockel mit drei Bronzereliefs, von Johannes Götz, bez. 1928; Teil des Ensembles Altstadt. | D-5-63-000-585 Wikidata | weitere Bilder |
| Kirchenplatz 2 / 2a (Standort) | Ehemalige Knabenschule                                | Dreigeschossiger Sandsteinquaderbau mit Walmdach und Mittelrisalit, klassizistisch, von Johann Friedrich Kopp und Johann Brüger, 1823/24; Teil des Ensembles Altstadt. | D-5-63-000-580 Wikidata | weitere Bilder |
| Kirchenplatz 3 (Standort)      | Wohnhaus                                              | Dreigeschossiger Sandsteinquaderbau mit Walmdach, Sohlbankgesimsen und Konsoltraufgesims, spätklassizistisch, von Georg Cappeller, 1842; Vorgarten-Einfriedung, Pfeilgitterzaun und Sandsteinpfeiler, wohl zweite Hälfte 19. Jahrhundert; Teil des Ensembles Altstadt. | D-5-63-000-581 Wikidata | weitere Bilder |
| Kirchenplatz 4 (Standort)      | Evangelisch-Lutherische Stadtpfarrkirche St. Michael  | Sandsteinquaderbau mit Satteldach, polygonalem Ostchor mit Strebepfeilern, quadratischem Westturm mit Blendbogenfriesen und oktogonalem Aufsatz mit Spitzhelm und im Norden Sakristei mit Walmdach, saalförmiges Langhaus mit dreiseitig umlaufenden Holzemporen und eingezogener Chor mit Sternrippengewölbe, spätgotisch mit romanischem Kern, 11./12. Jahrhundert, Langhauserweiterung nach Westen und Westturm um 1400, Turmaufsatz zweites Viertel 15. Jahrhundert, Chor um 1480/82, Langhausumbau im Inneren um 1675, neugotischer Sakristeianbau bez. 1881, weitere Umbauten im Inneren 1885/86; mit Ausstattung; Teil des Ensembles Altstadt. | D-5-63-000-582 Wikidata | weitere Bilder |
| Kirchenplatz 5 (Standort)      | Ehemalige Mädchenschule, jetzt Grundschule            | Dreigeschossiger Backsteinbau mit Walmdach und Sandsteinfassade mit Lisenengliederung und betonter Eingangsachse, Neurenaissance, 1889; Teil des Ensembles Altstadt. | D-5-63-000-583 Wikidata | weitere Bilder |
| Kirchenplatz 6 (Standort)      | Ehemaliges Wohnhaus, jetzt evangelischer Kindergarten | Zweigeschossiger Sandsteinquaderbau mit Walmdach und Gurtgesims, klassizistisch, von Caspar Gran, 1838; Teil des Ensembles Altstadt. | D-5-63-000-584 Wikidata | weitere Bilder |

## Kirchenstraße
| Lage                       | Objekt                                                                   | Beschreibung | Akten-Nr.                | Bild           |
| -------------------------- | ------------------------------------------------------------------------ | --- | ------------------------ | -------------- |
| Kirchenstraße 6 (Standort) | Ehemaliges Verwaltungsgebäude der Landeszentralbank, jetzt Geschäftshaus | Viergeschossiger Putzbau mit Walmdach und Attikageschoss mit umlaufender Galerie, wohl von Friedrich Schalow und Hans Aigner, um 1952; Bauplastiken Merkur und Fortuna, Bronze, an Ostseite im Erdgeschoss angebracht, von Erich Hoffmann, 1952. | D-5-63-000-1660 Wikidata | weitere Bilder |

## Kohlenmarkt
| Lage                                        | Objekt | Beschreibung | Akten-Nr.               | Bild |
| ------------------------------------------- | --- | --- | ----------------------- | --- |
| Kohlenmarkt 1 / 2 (Standort)                | Ehemaliger Gasthof „Zum Kronprinzen von Preußen“ (später „Zum König von Preußen“), jetzt Wohn- und Geschäftshaus | Langgestreckter Gebäudekomplex in Ecklage, Nr. 1 zweigeschossiger Sandsteinquaderbau mit Satteldach und Zwerchhaus mit Flachgiebel, Nr. 2 (ehemalige Stallungen) zweigeschossiger Sandsteinbau mit Mansarddach, Mittelteil dreigeschossig mit Walmdach, zweites Viertel 18. Jahrhundert, Umbau von Friedrich Müller und Johann Weithaas, 1834, Umbau zu Wohnungen und spätklassizistische Fassadenneugestaltung 1857; Teil des Ensembles Altstadt. | D-5-63-000-696 Wikidata | Ehemaliger Gasthof „Zum Kronprinzen von Preußen“ (später „Zum König von Preußen“), jetzt Wohn- und Geschäftshaus |
| Kohlenmarkt 3 / Hirschenstraße 2 (Standort) | Ehemaliges Doppelwohnhaus, jetzt städtisches Amtshaus                                                            | Dreigeschossiger Eckbau mit Satteldach, reich gegliederter Sandsteinfassade, polygonalem Eckerker und zwei flachgiebeligen Risaliten, spätklassizistisch, von Paulus Müller, 1866; Teil des Ensembles Altstadt. | D-5-63-000-697 Wikidata | Ehemaliges Doppelwohnhaus, jetzt städtisches Amtshaus                                                            |
| Kohlenmarkt 4 (Standort)                    | Ehemaliges Kaufhaus Tietz                                                                                        | Dreiseitig freistehender, dreigeschossiger Mansarddachbau in Ecklage, mit Sandsteinfassaden und Ziergiebel, Neubarock, von Adam Egerer, bez. 1900; Teil des Ensembles Altstadt. | D-5-63-000-698 Wikidata | weitere Bilder                                                                                                   |

## Königsplatz
| Lage                     | Objekt   | Beschreibung | Akten-Nr.               | Bild |
| ------------------------ | -------- | --- | ----------------------- | ---- |
| Königsplatz 6 (Standort) | Wohnhaus | Freistehender, dreigeschossiger Walmdachbau mit Sandsteinfassade und Gurtgesimsen, klassizistisch, im Kern 18. Jahrhundert, Fassade und Dachumbau erste Hälfte 19. Jahrhundert; Teil des Ensembles Altstadt.       | D-5-63-000-589 Wikidata | BW   |
| Königsplatz 8 (Standort) | Wohnhaus | Dreigeschossiger, traufseitiger Mansarddachbau mit Sandsteinfassade, Konsoltraufgesims und Zwerchhaus mit Segmentgiebel, Neurenaissance, von Evora und Meyer, 1881, modern bez. 1965; Teil des Ensembles Altstadt. | D-5-63-000-590 Wikidata | BW   |
| Königsplatz 9 (Standort) | Wohnhaus | Dreigeschossiger, traufseitiger und verputzter Satteldachbau mit Korbbogentür, Mitte 18. Jahrhundert; Teil des Ensembles Altstadt.                                                                                 | D-5-63-000-591 Wikidata | BW   |

## Königstraße
| Lage                                     | Objekt                                                                     | Beschreibung | Akten-Nr.                | Bild                                                                       |
| ---------------------------------------- | -------------------------------------------------------------------------- | --- | ------------------------ | -------------------------------------------------------------------------- |
| Königstraße 5 (Standort)                 | Wohnhaus, ehemals mit Gastwirtschaft                                       | Zweigeschossiger Giebelbau mit Schopf, Sandsteinerdgeschoss und Fachwerkobergeschoss und -giebel, im Kern erste Hälfte 17. Jahrhundert, später verändert; westlicher Anbau mit Tordurchfahrt, zweigeschossiger traufseitiger Satteldachbau mit Sandsteinerdgeschoss, Fachwerkobergeschoss und -dacherker, 18. Jahrhundert; Nebengebäude im Hof, erdgeschossiger traufseitiger Sandsteinbau mit Satteldach, wohl 19. Jahrhundert; Rückgebäude, zweigeschossiger Sandsteinbau mit Mansarddach, wohl zweite Hälfte 19. Jahrhundert; Rückgebäude, dreigeschossiger Sandsteinbau mit Mansardwalmdach, wohl zweite Hälfte 19. Jahrhundert. | D-5-63-000-593 Wikidata  | weitere Bilder                                                             |
| Königstraße 7 (Standort)                 | Wohnhaus                                                                   | Schmaler dreigeschossiger Giebelbau in Sandstein, spätklassizistisch, von Leonhard Gran, 1870. | D-5-63-000-594 Wikidata  | Wohnhaus                                                                   |
| Königstraße 11 (Standort)                | Wohnhaus, ehemals mit Schmiedewerkstatt                                    | Zweigeschossiger Giebelbau in Sandstein mit Volutengiebel, bez. 1671 und 1990. | D-5-63-000-595 Wikidata  | weitere Bilder                                                             |
| Königstraße 13 (Standort)                | Wohnhaus in Ecklage                                                        | Zweigeschossiger giebelständiger Sandsteinquaderbau mit Satteldach, Volutengiebel und Urnenbekrönungen, traufseitig verputzt, bez. 1706; rückseitig am Traubenhof unregelmäßiger, zweigeschossiger und verputzter Anbau mit Walmdach, 18. Jahrhundert. | D-5-63-000-596 Wikidata  | Wohnhaus in Ecklage                                                        |
| Königstraße 15 (Standort)                | Wohnhaus in Ecklage                                                        | Zweigeschossiger traufseitiger Putzbau mit Satteldach und mittigem Zwerchhaus mit Giebel, 17./18. Jahrhundert. | D-5-63-000-597 Wikidata  | Wohnhaus in Ecklage                                                        |
| Königstraße 17 (Standort)                | Wohnhaus                                                                   | Breiter, zweigeschossiger und verputzter Giebelbau mit Sandstein-Erdgeschoss und polygonalem Holzchörlein, im Kern 1680. | D-5-63-000-598 Wikidata  | Wohnhaus                                                                   |
| Königstraße 21 (Standort)                | Wohnhaus                                                                   | Viergeschossiger traufseitiger Sandsteinquaderbau mit Satteldach und verputzter Aufzugsgaube, im Kern 18. Jahrhundert, klassizistische Obergeschosse 19. Jahrhundert; bauliche Gruppe mit Königstraße 23 / 25. | D-5-63-000-599 Wikidata  | Wohnhaus                                                                   |
| Königstraße 23 (Standort)                | Wohnhaus                                                                   | Dreigeschossiger traufseitiger Sandsteinquaderbau mit Satteldach, breitem Walmdachzwerchhaus und Korbbogentür, bez. 1755; bauliche Gruppe mit Königstraße 21 / 25. | D-5-63-000-600 Wikidata  | Wohnhaus                                                                   |
| Königstraße 25 (Standort)                | Wohnhaus                                                                   | Viergeschossiger traufseitiger Sandsteinquaderbau mit Satteldach und verschiefertem Aufzugerker, 18. Jahrhundert, Aufstockung um 1867; bauliche Gruppe mit Königstraße 21 / 23. | D-5-63-000-601 Wikidata  | Wohnhaus                                                                   |
| Königstraße 27 (Standort)                | Geburtshaus von Wilhelm Löhe                                               | Wohnhaus in Ecklage, zweigeschossiger Sandsteinquaderbau mit Mansardgiebeldach, Volutengiebel mit Firstpalmette und Walmdachzwerchhaus, rückseitig verputzt mit kleinem Hof und Korbbogentor, 18. Jahrhundert; Gedenktafel für Wilhelm Löhe, Marmor. | D-5-63-000-602 Wikidata  | weitere Bilder                                                             |
| Königstraße 31 (Standort)                | Wohnhaus                                                                   | Schmaler, dreigeschossiger und traufseitiger Putzbau mit Satteldach und Zwerchgiebel, im Kern 18. Jahrhundert, Aufstockung um 1762, Fassadengliederung und Zwerchgiebel im Neurenaissance-Stil 1883; Rückgebäude, zweigeschossiger Pultdachbau mit vorkragendem Fachwerkobergeschoss, 18. Jahrhundert. | D-5-63-000-603 Wikidata  | weitere Bilder                                                             |
| Königstraße 33 (Standort)                | Wohnhaus                                                                   | Breit proportionierter, dreigeschossiger und traufseitiger Satteldachbau mit Fachwerkobergeschoss und -zwerchhaus, 17./18. Jahrhundert, Aufstockung um 1762, Veränderungen Ende 19. Jahrhundert. | D-5-63-000-604 Wikidata  | Wohnhaus                                                                   |
| Königstraße 35 (Standort)                | Ehemaliges Gasthaus „Zum Alten Amtsgericht“, jetzt Wohn- und Geschäftshaus | Dreigeschossiger traufseitiger Putzbau mit Satteldach und breitem Giebelzwerchhaus, im Kern 17./18. Jahrhundert, Aufstockung und Zwerchgiebel 1864, Putzgliederung in klassizisierenden Jugendstilformen von Anton Mayer, 1906; Rückgebäude, dreigeschossiger Putzbau mit Satteldach, wohl 18./19. Jahrhundert. | D-5-63-000-605 Wikidata  | Ehemaliges Gasthaus „Zum Alten Amtsgericht“, jetzt Wohn- und Geschäftshaus |
| Königstraße 37 (Standort)                | Wohnhaus                                                                   | Zweigeschossiger Giebelbau mit Sandsteinerdgeschoss und Fachwerkobergeschoss und -giebel, im Kern wohl 17. Jahrhundert, Fachwerk 18./19. Jahrhundert, Umbau 1844; westlich anschließend Torbau, zweigeschossiger traufseitiger Satteldachbau mit Sandsteinerdgeschoss und Fachwerkobergeschoss mit polygonalem Erker, 17. Jh; Rückgebäude, dreigeschossiger giebelseitiger Putzbau mit Satteldach, 18./19. Jahrhundert. | D-5-63-000-607 Wikidata  | Wohnhaus                                                                   |
| Königstraße 39 (Standort)                | Wohnhaus                                                                   | Zweigeschossiger traufseitiger Satteldachbau mit verschiefertem Fachwerkobergeschoss, frühes 18. Jahrhundert; Teil des Ensembles Altstadt. | D-5-63-000-608 Wikidata  | Wohnhaus                                                                   |
| Königstraße 40 (Standort)                | Wohnhaus                                                                   | Dreigeschossiger giebelseitiger Mansardgiebelbau mit Sandsteinfassade, Volutengiebel und Gurtgesimsen, zweite Hälfte 18. Jahrhundert, Neurenaissance-Ladeneinbau wohl Ende 19. Jahrhundert; Teil des Ensembles Altstadt. | D-5-63-000-609 Wikidata  | Wohnhaus                                                                   |
| Königstraße 41 (Standort)                | Wohnhaus                                                                   | Dreigeschossiger traufseitiger Satteldachbau mit verputzten Fachwerkobergeschossen und Fachwerk-Walmdachzwerchhaus, 18. Jahrhundert; Teil des Ensembles Altstadt. | D-5-63-000-610 Wikidata  | Wohnhaus                                                                   |
| Königstraße 45 (Standort)                | Wohnhaus                                                                   | Zweigeschossiger giebelständiger Satteldachbau mit breiter Durchfahrt, Fachwerkfront und Aufzugsdächlein, Mitte 18. Jahrhundert; Teil des Ensembles Altstadt. | D-5-63-000-611 Wikidata  | weitere Bilder                                                             |
| Königstraße 47 (Standort)                | Ehemaliges Von Engelschall’sches Haus                                      | Dreigeschossiger Sandsteinquaderbau mit Walmdach, Walmdachzwerchhaus, Ecklisenen und breiten Sohlbankgesimsen, hofseitig im Nordwesten Fachwerkanbau mit hölzernen Lauben, barock, um 1700, Anbau dendrochronologisch datiert 1701; Rückgebäude, dreigeschossiger Walmdachbau mit weit vorkragenden, verputzten Fachwerkobergeschossen, wohl 18. Jahrhundert; Rückgebäude, zweigeschossiger Backsteinbau mit Satteldach, zweite Hälfte 19. Jahrhundert; ehemalige Hofmauer, Sandsteinquadermauer, 18. Jahrhundert; Teil des Ensembles Altstadt. | D-5-63-000-612 Wikidata  | Ehemaliges Von Engelschall’sches Haus                                      |
| Königstraße 49 (Standort)                | Wohnhaus in Ecklage                                                        | Dreigeschossiger, traufseitiger und verputzter Fachwerkbau mit Satteldach und Zwerchgiebel, um 1700; Rückflügel, viergeschossiger, traufseitiger und verputzter Satteldachbau, 18. Jahrhundert; Rückgebäude, hoher, viergeschossiger, verputzter Walmdachbau, 18. Jahrhundert; Teil des Ensembles Altstadt. | D-5-63-000-613 Wikidata  | Wohnhaus in Ecklage                                                        |
| Königstraße 51 (Standort)                | Wohnhaus in Ecklage                                                        | Dreigeschossiger Walmdachbau mit verschieferten Obergeschossen und rückseitigem, zweigeschossigem, traufseitigem Flügel mit Satteldach, Gaube und verschiefertem Obergeschoss, 18. Jahrhundert; Teil des Ensembles Altstadt. | D-5-63-000-614 Wikidata  | Wohnhaus in Ecklage                                                        |
| Königstraße 53 (Standort)                | Wohnhaus in Hoflage                                                        | Dreigeschossiger traufseitiger Fachwerkbau mit Satteldach und verschieferten, vorkragenden Obergeschossen, 18. Jahrhundert; Teil des Ensembles Altstadt. | D-5-63-000-615 Wikidata  | BW                                                                         |
| Königstraße 55 (Standort)                | Wohnhaus                                                                   | Dreigeschossiger giebelständiger Putzbau mit Satteldach und traufseitigem und im Obergeschoss verschiefertem Anbau zu Nr. 57, wohl 18. Jahrhundert; bauliche Gruppe mit Königstraße 57 / 59; Teil des Ensembles Altstadt. | D-5-63-000-616 Wikidata  | Wohnhaus                                                                   |
| Königstraße 57 (Standort)                | Wohnhaus                                                                   | Dreigeschossiger traufseitiger Satteldachbau mit Sandsteinerdgeschoss, Toreinfahrt, gusseiserner Ladenfront, verschieferten Fachwerkobergeschossen und verschiefertem Zwerchgiebel, wohl 18. Jahrhundert, Neurenaissance-Ladenfront wohl Ende 19. Jahrhundert; Rückflügel, ehemalige Talmud-Schule, sogenannte Gabrielschul und Synagoge, dreigeschossiger traufseitiger Satteldachbau mit massivem Erdgeschoss, verschieferten Fachwerkobergeschossen und polygonalem, giebelseitig angebautem Fachwerk-Treppenturm, 1707; Rückgebäude, zweigeschossiger abgewinkelter, Satteldachbau mit verschiefertem Obergeschoss und Giebelzwerchhäusern, 18. Jahrhundert; bauliche Gruppe mit Königstraße 55 / 59; Teil des Ensembles Altstadt. | D-5-63-000-1736 Wikidata | weitere Bilder                                                             |
| Königstraße 59 (Standort)                | Wohnhaus                                                                   | Dreigeschossiger giebelständiger Sandsteinquaderbau mit Schleppdach, verschieferten Obergeschossen und traufseitigem Anbau zu Nr. 57, wohl 18. Jahrhundert; Rückgebäude, dreigeschossiger traufseitiger Satteldachbau mit verschieferten Obergeschossen, 18. Jahrhundert; Teil des Ensembles Altstadt. | D-5-63-000-1737 Wikidata | weitere Bilder                                                             |
| Königstraße 61 (Standort)                | Wohnhaus in Ecklage                                                        | Dreigeschossiger, traufseitiger und verputzter Satteldachbau mit Fenstersohlbänken, klassizistisch, 1808, 1848 rückseitig erweitert; Teil des Ensembles Altstadt. | D-5-63-000-617 Wikidata  | Wohnhaus in Ecklage                                                        |
| Königstraße 63 (Standort)                | Wohnhaus                                                                   | Dreigeschossiger traufseitiger Putzbau mit Satteldach und Giebelzwerchhaus, Rückseite zum Waagplatz in Sandstein mit Zwerchhaus, im Kern 18. Jahrhundert, Umbau und Aufstockung von Konrad Jordan, 1849, stark erneuert; Teil des Ensembles Altstadt. | D-5-63-000-618 Wikidata  | Wohnhaus                                                                   |
| Königstraße 65 (Standort)                | Wohnhaus                                                                   | Zweigeschossiger, traufseitiger und verputzter Satteldachbau mit breitem Giebelzwerchhaus, Tordurchfahrt und gusseiserner Ladenfront im Erdgeschoss, rückseitig Fachwerkgiebel, um 1720, Umbau Erdgeschoss mit Neurenaissance-Ladenfront wohl Ende 19. Jahrhundert; Teil des Ensembles Altstadt. | D-5-63-000-619 Wikidata  | Wohnhaus                                                                   |
| Königstraße 67 (Standort)                | Wohnhaus                                                                   | Schmaler, dreigeschossiger und giebelständiger Putzbau mit Satteldach, um 1708, Ladeneinbau mit Ecksäule von Georg Böhner, 1909; Teil des Ensembles Altstadt. | D-5-63-000-620 Wikidata  | weitere Bilder                                                             |
| Königstraße 69 (Standort)                | Wohnhaus                                                                   | Dreigeschossiger traufseitiger Sandsteinquaderbau mit Satteldach und breitem Walmdachzwerchhaus, im Kern wohl 18. Jahrhundert, Umbau zum heutigen Zustand um 1800; Rückflügel, dreigeschossiger Traufseitbau mit Holzlaube, 18. Jahrhundert; Teil des Ensembles Altstadt. | D-5-63-000-621 Wikidata  | weitere Bilder                                                             |
| Königstraße 70 (Standort)                | Gasthof „Weiße Rose“                                                       | Zweigeschossiger giebelständiger Sandsteinquaderbau in Ecklage, mit Satteldach und verputzten Volutengiebeln zur Straße und am seitlichen Zwerchhaus, bez. 1652, Fenstervergrößerung 1906, Ladeneinbau im Erdgeschoss 1928; ehemalige Mikwe; Teil des Ensembles Altstadt. | D-5-63-000-622 Wikidata  | weitere Bilder                                                             |
| Königstraße 71 (Standort)                | Wohnhaus                                                                   | Dreigeschossiger Sandsteinbau mit Walmdach und Sohlbankgesimsen, klassizistisch, von Friedrich Müller, 1830; Teil des Ensembles Altstadt. | D-5-63-000-623 Wikidata  | weitere Bilder                                                             |
| Königstraße 72 (Standort)                | Wohnhaus in Ecklage                                                        | Dreigeschossiger traufseitiger Putzbau mit Satteldach und Stuckrosetten, im Kern 18. Jahrhundert, Umbau von Friedrich Schmidt und Johann Weithaas, 1837, erneuter Umbau und Aufstockung von Meyer & Hofmann, 1862; Teil des Ensembles Altstadt. | D-5-63-000-624 Wikidata  | Wohnhaus in Ecklage                                                        |
| Königstraße 73 (Standort)                | Wohnhaus in Ecklage                                                        | Dreigeschossiger, verputzter Massivbau mit steilem Mansardwalmdach, Walmdachzwerchhäusern und traufseitiger Holzgalerie, zweite Hälfte 18. Jahrhundert, Holzgalerie um 1800; bauliche Gruppe mit Königstraße 75 / 77; Teil des Ensembles Altstadt. | D-5-63-000-625 Wikidata  | weitere Bilder                                                             |
| Königstraße 74 (Standort)                | Ehemalige Sternapotheke, jetzt Wohn- und Geschäftshaus                     | Dreigeschossiger traufseitiger Satteldachbau mit Dachplattform, Eisengittergeländer und Sandsteinfassade mit Sohlbankgesimsen und Konsoltraufgesims, spätklassizistisch, von Georg Cappeller, 1843, Dachumbau 1886, Umbau Erdgeschoss 1908; Rückgebäude, schmaler zweigeschossiger Sandsteinbau mit Satteldach, Giebelfries, Sohlbankgesimsen und Eingangsvorbau mit Eisenbalkonbrüstung, spätklassizistisch, gleichzeitig; Teil des Ensembles Altstadt. | D-5-63-000-626 Wikidata  | Ehemalige Sternapotheke, jetzt Wohn- und Geschäftshaus                     |
| Königstraße 75 (Standort)                | Wohnhaus in Ecklage                                                        | Dreigeschossiger Sandsteinquaderbau mit steilem Mansardwalmdach, Walmdachzwerchhäusern und Stichbogenportal, erste Hälfte 18. Jahrhundert; bauliche Gruppe mit Königstraße 73 / 77; Teil des Ensembles Altstadt. | D-5-63-000-627 Wikidata  | weitere Bilder                                                             |
| Königstraße 76 (Standort)                | Ehemalige Armen- und Waisenschule                                          | Zweigeschossiger, dreiseitig freistehender Sandsteinquaderbau mit flachem Walmdach un reichem hölzernen Konsoltraufgesims, 1767, Umbau und Erweiterung 1861; Teil des Ensembles Altstadt. | D-5-63-000-628 Wikidata  | Ehemalige Armen- und Waisenschule                                          |
| Königstraße 77 (Standort)                | Wohnhaus                                                                   | Dreigeschossiger Sandsteinquaderbau mit Mansardwalmdach, Walmdachzwerchhäusern, verputzten Seitenfronten und traufseitigem Anbau zu Nr. 75, zweites Viertel 18. Jahrhundert; Sandsteinquadermauer mit Stichbogentor zu Königstraße 75, gleichzeitig; Rückgebäude zur Schindelgasse, dreigeschossiger verputzter Traufseitbau mit Satteldach, 18./19. Jahrhundert; bauliche Gruppe mit Königstraße 73 / 75; Teil des Ensembles Altstadt. | D-5-63-000-629 Wikidata  | weitere Bilder                                                             |
| Königstraße 78 (Standort)                | Wohnhaus in Ecklage                                                        | Dreigeschossiger verputzter Walmdachbau mit zwei Walmdach-Zwerchhäusern, 1748; Teil des Ensembles Altstadt. | D-5-63-000-630 Wikidata  | Wohnhaus in Ecklage                                                        |
| Königstraße 79 (Standort)                | Wohnhaus                                                                   | Dreigeschossiger Walmdachbau mit Walmdachzwerchhaus, klassizistischer Sandsteinfassade mit Neurenaissance-Ladenfront und Fachwerk-Seitenfronten, im Kern 17./18. Jahrhundert, Umbau von Friedrich Kopp, 1815, Ladenfront von Karl Gran, 1902; Teil des Ensembles Altstadt. | D-5-63-000-631 Wikidata  | weitere Bilder                                                             |
| Königstraße 80 (Standort)                | Ehemalige Gaststätte „Zum Schwarzen Rappen“, jetzt Wohnhaus                | Zweigeschossiger giebelständiger Sandsteinquaderbau mit Mansardgiebeldach und Volutengiebel, 1739; Teil des Ensembles Altstadt. | D-5-63-000-632 Wikidata  | Ehemalige Gaststätte „Zum Schwarzen Rappen“, jetzt Wohnhaus                |
| Königstraße 81 (Standort)                | Gasthof „Schwarzes Kreuz“                                                  | Zweigeschossiger giebelständiger Sandsteinquaderbau in Ecklage, mit Mansardgiebeldach, Volutengiebel und östlichem ein- und zweigeschossigem Anbau mit darüber befindlicher Terrasse, klassizistisch, im Kern 1768, Umbau und Erweiterung hin zur Königstraße von Friedrich Kopp, 1815, Dachumbau und Anbauten von Adam Egerer, 1890; Teil des Ensembles Altstadt. Siehe auch Kreuzstraße 1. | D-5-63-000-633 Wikidata  | weitere Bilder                                                             |
| Königstraße 82 (Standort)                | Wohnhaus mit Apotheke                                                      | Viergeschossiger traufseitiger Satteldachbau mit reich gegliederter Sandsteinfassade, Mittelerker mit Zwerchgiebel und Dachgauben mit Spitzhelmen, Neurenaissance, von Adam Egerer, bez. 1901; mit Ausstattung; Gedenktafel für Otto Meyer, Bronze; Teil des Ensembles Altstadt. | D-5-63-000-634 Wikidata  | weitere Bilder                                                             |
| Königstraße 85 (Standort)                | Ehemaliges Gasthaus „Drei Könige“                                          | Dreigeschossiger Putzbau in Ecklage, mit Mansardwalmdach und Walmdachzwerchhäusern, Mitte 18. Jahrhundert, Aufstockung und Dachumbau 1827; Teil des Ensembles Altstadt. | D-5-63-000-636 Wikidata  | Ehemaliges Gasthaus „Drei Könige“                                          |
| Königstraße 87 (Standort)                | Wohnhaus                                                                   | Viergeschossiger traufseitiger Satteldachbau mit Sandsteinfassade, profilierten Fenstersohlbänken und Korbbogentür, 18. Jahrhundert; Teil des Ensembles Altstadt. | D-5-63-000-1597 Wikidata | Wohnhaus                                                                   |
| Königstraße 88 / 86 (Standort)           | Rathaus                                                                    | Zweiflügeliger, dreigeschossiger Sandsteinbau in Ecklage mit Walmdach, in der Mitte des Ostflügels Turm nach Vorbild des Palazzo Vecchio in Florenz, in der Mitte des Nordflügels Portikus mit Balkonbrüstung, italianisierender Rundbogenstil, von Eduard Bürklein, 1840–50; mit Ausstattung; westlich anschließender Erweiterungsbau, viergeschossiger traufseitiger Sandsteinbau mit Flachsatteldach und Biforienfenstern, italianisierender Rundbogenstil, unter Mitwirkung von Friedrich von Thiersch, 1898–1901; Gedenktafel für Wilhelm Königswarter, Bronze; Nebengebäude im Hof, zweigeschossiger Sandsteinbau mit Walmdach und Fachwerk-Aufzugsgaube, um 1850; Nebengebäude im Hof, zweigeschossiger Sandsteinbau mit einseitigem Walmdach, seitlichem Risalit mit Aufzugsgaube und südlichem erdgeschossigem Anbau, um 1850; Teil des Ensembles Altstadt. | D-5-63-000-637 Wikidata  | weitere Bilder                                                             |
| Königstraße 89 (Standort)                | Ehemaliges Bürgerhaus, jetzt Jüdisches Museum                              | Dreigeschossiger Mansardwalmdachbau mit Sandsteinfassade, Fachwerk-Seitenfront, Aufzugsgaube, westlich angebauter Achse mit Halbschweifgiebel und Neurenaissance-Ladenfront, gegen oder um 1700, Dachumbau Mitte 18. Jahrhundert, Ladenfront Ende 19. Jahrhundert; ehemalige Mikwe; Rückgebäude, drei- bis zweigeschossiger Pultdachbau mit Fachwerkobergeschoss, 18. Jahrhundert; Teil des Ensembles Altstadt; siehe auch Jüdisches Museum Franken. | D-5-63-000-638 Wikidata  | weitere Bilder                                                             |
| Königstraße 90 (Standort)                | Wohnhaus in Ecklage                                                        | Dreigeschossiger, verputzter Fachwerkbau mit Walmdach und Dachgauben, 1705, Umbau Erdgeschoss 1896 und 1930; Teil des Ensembles Altstadt. | D-5-63-000-639 Wikidata  | Wohnhaus in Ecklage                                                        |
| Königstraße 92 (Standort)                | Wohnhaus                                                                   | Dreigeschossiger traufseitiger Sandsteinbau mit Satteldach, zarten Friesen, Kniestock und Konsoltraufgesims, spätklassizistisch, von Friedrich Schmidt und Georg Capeller, 1843; nördlicher Rückflügel, dreigeschossiger Sandsteinbau mit Pultdach, gleichzeitig; südlicher Rückflügel, dreigeschossiger Sandsteinbau mit Pultdach, gleichzeitig; Teil des Ensembles Altstadt. | D-5-63-000-641 Wikidata  | Wohnhaus                                                                   |
| Königstraße 94 (Standort)                | Ehemalige Schmiede                                                         | Zweigeschossiger, verputzter Walmdachbau mit Walmdach-Zwerchhaus und Dachgauben, 1714; Teil des Ensembles Altstadt. | D-5-63-000-642 Wikidata  | Ehemalige Schmiede                                                         |
| Königstraße 95 (Standort)                | Wohn- und Geschäftshaus in Ecklage                                         | Viergeschossiger, dreiseitig freistehender Satteldachbau mit reich gegliederter Sandsteinfassade, Dachgauben mit Spitzhelmen und runden Eckerkertürmchen mit Zwiebelhauben an beiden Ecken, Neurenaissance, von Adam Egerer, 1889/90; Teil des Ensembles Altstadt. | D-5-63-000-643 Wikidata  | weitere Bilder                                                             |
| Königstraße 96 (Standort)                | Wohnhaus                                                                   | Dreigeschossiger traufseitiger Satteldachbau mit reich gegliederter Sandsteinfassade, Erdgeschossarkaden, Ecklisenen, Sohlbankgesimsen und Konsoltraufgesims, im Kern 18. Jahrhundert, Aufstockung und Umbau in spätklassizistischen Formen von Friedrich Weltrich, 1845, Erdgeschossumbau von Peringer und Rogler 1905 und von Ebert und Groß 1910; Teil des Ensembles Altstadt. | D-5-63-000-644 Wikidata  | Wohnhaus                                                                   |
| Königstraße 97 / 99 (Standort)           | Doppelhaus in Ecklage                                                      | Langgestreckter, zweigeschossiger Sandsteinquaderbau mit Mansardwalmdach und zwei flachgiebeligen, erhöhten Risaliten, klassizistisch, Ende 18. Jahrhundert; rückseitiger Anbau mit ehemaligem Atelier, ein- und zweigeschossiger Sandsteinquaderbau mit Flach- und Pultdach, von Fritz Walter, 1898, teilweise Aufstockung 1906; Teil des Ensembles Altstadt. | D-5-63-000-645 Wikidata  | Doppelhaus in Ecklage                                                      |
| Königstraße 98 (Standort)                | Wohnhaus                                                                   | Dreigeschossiger Sandsteinquaderbau mit Walmdach und breitem Zwerchhausgiebel mit eckigen Voluten, im Kern um 1730, Aufstockung und Erweiterung von Friedrich Kopp, 1802; Teil des Ensembles Altstadt. | D-5-63-000-646 Wikidata  | Wohnhaus                                                                   |
| Königstraße 100 (Standort)               | Wohnhaus                                                                   | Zweigeschossiger verputzter Mansardwalmdachbau mit Rustikaportal und zwei Walmdachzwerchhäusern, um 1720; Teil des Ensembles Altstadt. | D-5-63-000-648 Wikidata  | Wohnhaus                                                                   |
| Königstraße 102 (Standort)               | Wohnhaus                                                                   | Dreigeschossiger, schlichter Putzbau mit Walmdach, 1739, Erdgeschossumbauten 1857 und 1909; Teil des Ensembles Altstadt. | D-5-63-000-649 Wikidata  | Wohnhaus                                                                   |
| Königstraße 103 / Helmplatz 2 (Standort) | Städtische Feuerwache                                                      | Gruppenbau in Ecklage, zweiflügeliger, zwei- und dreigeschossiger Eisenbetonbau mit Mansarddach und Eckpavillonen mit Walm-, Halbwalmdächern und Walmdachzwerchhaus, straßenseitig Sandsteinfassade mit rustiziertem Erdgeschoss und reicher Bauplastik, hofseitig verputzt mit Zwerchhäusern und Erker, barockisierender Jugendstil, von Georg Groß, bez. 1908; Teil des Ensembles Altstadt. | D-5-63-000-650 Wikidata  | weitere Bilder                                                             |
| Königstraße, vor Nr. 103 (Standort)      | Jugendbrunnen (oder Spielzeugbrunnen)                                      | Längliches Brunnenbassin mit Puttengruppe auf Sockel in Form eines Vierkantbalusters, sämtlich in Kalkstein, in neubarocken Formen, von Johannes Götz, 1908; Teil des Ensembles Altstadt. | D-5-63-000-651 Wikidata  | weitere Bilder                                                             |
| Königstraße 105 (Standort)               | Heinrich-Schliemann-Gymnasium                                              | Viergeschossiger traufseitiger Flachsatteldachbau mit reich gegliederter Sandsteinfassade, rustiziertem Erdgeschoss und flachem Mittelrisalit mit Ädikulaportal, hofseitig ziegelsichtig, in strengen Neurenaissanceformen, von Wilhelm Horneber wohl nach Entwurf von Simon Vogel, 1895/96; Eisengittertor und rustizierte Sandsteinpfeiler, gleichzeitig; Teil des Ensembles Altstadt. | D-5-63-000-652 Wikidata  | weitere Bilder                                                             |
| Königstraße 107 (Standort)               | Wohnhaus                                                                   | Langgestreckter, dreigeschossiger und traufseitiger Sandsteinquaderbau mit Satteldach und schlichter Fassadengestaltung, klassizistisch, von Friedrich Kopp, 1818; Rückgebäude, dreigeschossiger Backsteinbau mit Walmdach, wohl zweite Hälfte 19. Jahrhundert; Teil des Ensembles Alexanderstraße/Hallplatz. | D-5-63-000-653 Wikidata  | Wohnhaus                                                                   |
| Königstraße 108 (Standort)               | Wohnhaus                                                                   | Zweigeschossiger traufseitiger Sandsteinquaderbau mit Mansarddach, von Georg Eckart, 1805, Umbau 1888, Dachumbau von Georg Böhner, 1913/14; Teil des Ensembles Altstadt. | D-5-63-000-654 Wikidata  | Wohnhaus                                                                   |
| Königstraße 109 (Standort)               | Ehemaliges Ackerbürgeranwesen                                              | Wohnhaus, langgestreckter, dreigeschossiger, traufseitiger Sandsteinquaderbau mit Satteldach, Fledermausgauben, Toreinfahrt, hölzernem Ladenstock und rückwärtiger zweigeschossiger Altane, klassizistisch, im Kern 1767, nach Brand 1840 wiederaufgebaut; Rückgebäude, Mietshaus, zweigeschossiger Backsteinbau mit Mansarddach, um 1880/85, über Vorgängerbau; Nebengebäude, zweigeschossiger Pultdachbau aus Sandsteinquadern mit verputztem Fachwerkobergeschoss, Ende 18./Anfang 19. Jahrhundert, aufgestockt 1890; Wohn- und Lagerhaus, zweigeschossiger Pultdachbau aus Sandsteinquadern mit Backsteinobergeschoss, Ende 18./Anfang 19. Jahrhundert, aufgestockt 1890; Teil des Ensembles Alexanderstraße/Hallplatz. | D-5-63-000-655 Wikidata  | Ehemaliges Ackerbürgeranwesen                                              |
| Königstraße 110 (Standort)               | Ehemaliges Gasthaus „Zum Posthorn“                                         | Zweigeschossiger traufseitiger Putzbau in Ecklage, mit breitem Walmdachzwerchhaus, 1701, Umbau zu Massivbau 19. Jahrhundert; Teil des Ensembles Altstadt. | D-5-63-000-656 Wikidata  | Ehemaliges Gasthaus „Zum Posthorn“                                         |
| Königstraße 111 (Standort)               | Wohnhaus, ehemals mit Theatergaststätten                                   | Dreigeschossiger traufseitiger Putzbau mit rustiziertem Sandsteinerdgeschoss, im Kern 1767, Aufstockung von Johann Michael Zink, 1859, Fassadengestaltung im klassizistischen Jugendstil von Fritz Walter, 1907; Rückgebäude, zweigeschossiger Sandsteinquaderbau mit Satteldach und verputzter Giebelseite, wohl zweite Hälfte 19. Jahrhundert; Teil des Ensembles Alexanderstraße/Hallplatz. | D-5-63-000-657 Wikidata  | Wohnhaus, ehemals mit Theatergaststätten                                   |
| Königstraße 113 (Standort)               | Ehemaliges katholisches Pfarrhaus                                          | Eckbau, zweigeschossiger traufseitiger Sandsteinquaderbau mit Satteldach, Stichbogenfenstern und Ecklisenen, spätklassizistisch, von Albert Frommel und Johann Michael Zink, 1854; Teil des Ensembles Alexanderstraße/Hallplatz. | D-5-63-000-658 Wikidata  | Ehemaliges katholisches Pfarrhaus                                          |
| Königstraße 115 (Standort)               | Ehemaliges Posthaus                                                        | Eckbau, zweigeschossiger traufseitiger Sandsteinquaderbau mit Satteldach, Girlanden- und zwei Sphinxreliefs an der Fassade, klassizistisch, 1803; mit Königstraße 117, 119, 121, 123 und 125 eine den Hallplatz östlich begrenzende Gruppe niedriger Traufhäuser; Teil des Ensembles Alexanderstraße/Hallplatz. | D-5-63-000-659 Wikidata  | weitere Bilder                                                             |
| Königstraße 116 (Standort)               | Stadttheater                                                               | Freistehender, dreigeschossiger Sandsteinbau auf trapezförmigem Grundriss mit kuppelbekrönter, zweigeschossiger Fassade mit Mittelrisalit und vorgeblendetem Portalmotiv mit Segmentgiebel, in neubarocken Formen, Innenräume Neurokoko, von Ferdinand Fellner dem Jüngeren und Hermann Helmer, 1901/02; mit Ausstattung; Figuren und Büsten an Fassade, Sandstein, von Ernst Hegenbarth, gleichzeitig; Teil des Ensembles Alexanderstraße/Hallplatz. | D-5-63-000-660 Wikidata  | weitere Bilder                                                             |
| Königstraße 117 (Standort)               | Wohnhaus                                                                   | Zweigeschossiger traufseitiger Sandsteinquaderbau mit Satteldach, klassizistisch, von Georg Eckart, 1803; Rückflügel, zweigeschossiger Pultdachbau mit Holzlaube im Obergeschoss, zweite Hälfte 19. Jahrhundert; Rückflügel, zweigeschossiger Sandsteinbau mit Pultdach und Sohlbankgesims, zweite Hälfte 19. Jahrhundert; mit Königstraße 115, 119, 121, 123 und 125 eine den Hallplatz östlich begrenzende Gruppe niedriger Traufhäuser; Teil des Ensembles Alexanderstraße/Hallplatz. | D-5-63-000-661 Wikidata  | weitere Bilder                                                             |
| Königstraße 119 (Standort)               | Wohnhaus                                                                   | Zweigeschossiger traufseitiger Sandsteinquaderbau mit Satteldach und durch Gurt- und Sohlbankgesims betonter Mittelachse, klassizistisch, von Johann Schmid, 1818; mit Königstraße 115, 117, 121, 123 und 125 eine den Hallplatz östlich begrenzende Gruppe niedriger Traufhäuser; Teil des Ensembles Alexanderstraße/Hallplatz. | D-5-63-000-662 Wikidata  | Wohnhaus                                                                   |
| Königstraße 121 (Standort)               | Wohnhaus                                                                   | Zweigeschossiger traufseitiger Sandsteinquaderbau mit Satteldach, Gurtgesims und gotisierender Mittelachse, von Konrad Jordan, bez. 1849; mit Königstraße 115, 117, 119, 123 und 125 eine den Hallplatz östlich begrenzende Gruppe niedriger Traufhäuser; Teil des Ensembles Alexanderstraße/Hallplatz. | D-5-63-000-663 Wikidata  | Wohnhaus                                                                   |
| Königstraße 123 (Standort)               | Wohnhaus                                                                   | Zweigeschossiger traufseitiger Sandsteinquaderbau mit Satteldach, drei flachen Risaliten und Gurtgesims in der Rücklage, klassizistisch, von Johann Schmid, 1818; mit Königstraße 115, 117, 119, 121 und 125 eine den Hallplatz östlich begrenzende Gruppe niedriger Traufhäuser; Teil des Ensembles Alexanderstraße/Hallplatz. | D-5-63-000-664 Wikidata  | weitere Bilder                                                             |
| Königstraße 125 (Standort)               | Wohnhaus                                                                   | Zweigeschossiger traufseitiger Sandsteinquaderbau mit Satteldach, Gurtgesims und flachem Mittelrisalit mit Toreinfahrt, klassizistisch, von Friedrich Kopp, 1818; mit Königstraße 115, 117, 119, 121 und 123 eine den Hallplatz östlich begrenzende Gruppe niedriger Traufhäuser; Teil des Ensembles Alexanderstraße/Hallplatz. | D-5-63-000-665 Wikidata  | weitere Bilder                                                             |
| Königstraße 126 (Standort)               | Katholische Stadtpfarrkirche Unsere Liebe Frau                             | Sandsteinquaderbau mit Satteldach, Chorapsis, Fassadenturm mit Satteldächlein und Portikus am Hauptportal, Saalbau mit eingezogenem Altarraum, flach gewölbter Decke und Orgelempore, klassizistisch, von Johann Brüger, 1824–28; mit Ausstattung; Teil des Ensembles Alexanderstraße/Hallplatz. | D-5-63-000-666 Wikidata  | weitere Bilder                                                             |
| Königstraße 128 (Standort)               | Wohnhaus mit Gaststätte                                                    | Dreigeschossiger traufseitiger Sandsteinquaderbau in Ecklage, mit Mansarddach, flachem Mittelrisalit und Zwerchhaus mit Segmentgiebel, klassizistisch, von Johann Heinrich Jordan, 1826, Dachumbau mit neuklassizistischem Zwerchhaus von Bräutigam und Wiessner, 1903; Teil des Ensembles Alexanderstraße/Hallplatz. | D-5-63-000-668 Wikidata  | weitere Bilder                                                             |
| Königstraße 129 (Standort)               | Wohnhausgruppe                                                             | Dreigeschossiger Sandsteinquaderbau mit Walmdach und Zwerchgiebel, beidseitig mit erdgeschossigen Flügelbauten mit Mansarddächern und Korbbogentoren, klassizistisch, 1798/1800, bez. 1800; Teil des Ensembles Alexanderstraße/Hallplatz. | D-5-63-000-667 Wikidata  | weitere Bilder                                                             |
| Königstraße 130 (Standort)               | Wohnhaus                                                                   | Dreigeschossiger traufseitiger Sandsteinquaderbau mit Satteldach und flachem Mittelrisalit, klassizistisch, von Johann Heinrich Jordan, 1826; Teil des Ensembles Alexanderstraße/Hallplatz. | D-5-63-000-670 Wikidata  | Wohnhaus                                                                   |
| Königstraße 137 / 137a (Standort)        | Doppelmietshaus                                                            | Fünfgeschossiger traufseitiger Satteldachbau mit Sandsteinfassade, zwei Segmenterkern, zwei Dreiecksgiebeln, eingezogenen Balkonen und Reliefdekor, hofseitig zwei dreigeschossige, verputzte Rückflügelbauten mit Mansarddach, Spätjugendstil, von Fritz Walter, 1908. | D-5-63-000-672 Wikidata  | weitere Bilder                                                             |
| Königstraße 139 (Standort)               | Ehemaliges Wohnhaus, jetzt katholisches Pfarrhaus                          | Zweigeschossiger traufseitiger Sandsteinquaderbau mit Satteldach, flachem Mittelrisalit mit Flachgiebel, rustiziertem Erdgeschoss und Konsoltraufgesims, an südlicher Giebelseite erdgeschossiger Portal- und Terrassenvorbau mit Rundbogenportal und Gusseisensäulen, Neurenaissance mit spätklassizistischen Anklängen, von Söhnlein und Paulus Müller, 1875; mit reicher Ausstattung des späten 19. Jahrhunderts; Einfriedung, Sandsteinquadermauer, gleichzeitig. | D-5-63-000-673 Wikidata  | Ehemaliges Wohnhaus, jetzt katholisches Pfarrhaus                          |
| Königstraße, südlich Nr. 140 (Standort)  | König-Ludwig-II.-Brunnen                                                   | Gebogene Kalkstein-Schweifwange mit ovalem Bronzerelief und dreiseitigem Kalksteinbecken, Bronzerelief von Josef Köpf, 1908 (1938 entfernt, Kopie von Gerhard Maisch, 1993). | D-5-63-000-675 Wikidata  | weitere Bilder                                                             |
| Königstraße 147 (Standort)               | Ehemaliges Wilhelmsbad, jetzt Wohn- und Geschäftshaus                      | Viergeschossiger traufseitiger Putzbau mit Satteldach, Sandsteinerdgeschoss, Mittelerker und Zwerchhaus mit Schweifgiebel, im Stil der Deutschen Renaissance, von Fritz Walter, 1898–1900; rückseitig angeschlossen ehemaliges Badehaus, zweigeschossiger Backsteinbau mit Flachdach, gleichzeitig. | D-5-63-000-674 Wikidata  | Ehemaliges Wilhelmsbad, jetzt Wohn- und Geschäftshaus                      |

## Königswarterstraße
| Lage                                                 | Objekt                      | Beschreibung | Akten-Nr.                | Bild                        |
| ---------------------------------------------------- | --------------------------- | --- | ------------------------ | --------------------------- |
| Königswarterstraße 20 (Standort)                     | Villa                       | Villa, dreiseitig freistehender, zweigeschossiger Mansardwalmdachbau auf hohem Sockelgeschoss mit reich gegliederten Sandstein- und Putzfassaden mit Bauplastik, polygonal vortretendem Mittelrisalit mit Schweifgiebel und rundem Eckbodenerker mit polygonalem Turmaufsatz und Haube, barockisierender Jugendstil, von Georg Gross, bez. 1909; Nebentrakt, zweigeschossiger Flachdachbau, gleichzeitig, später aufgestockt; Einfriedung, verputzte Ziegelmauer und Pfeilgitterzaun mit Sandsteinpfeilern, gleichzeitig. | D-5-63-000-677 Wikidata  | weitere Bilder              |
| Königswarterstraße 22 (Standort)                     | Villa Spiegelberger         | Freistehender, zweigeschossiger Mansarddachbau auf hohem Sockelgeschoss, Dachterrasse mit umlaufender Eisenbrüstung, reich gegliederter Sandsteinfassade, Mittelrisalit mit polygonalem Bodenerker, Zwerchhaus mit Prunkgiebel und Treppenturm mit Zwiebelhaube an der Westseite, Neurenaissance, von Adam Egerer, bez. 1894; Einfriedung, Pfeilgitterzaun mit Sandsteinpfeilern, gleichzeitig. | D-5-63-000-678 Wikidata  | weitere Bilder              |
| Königswarterstraße 24 (Standort)                     | Villa Spiegelberger         | Freistehender, zweigeschossiger Flachwalmdachbau auf hohem Sockelgeschoss mit Sandsteinfassaden, umlaufender Attika und Balkon, spätklassizistisch, von Johann Michael Zink, 1860; Einfriedung, Pfeilgitterzaun und Sandsteinpfeiler, gleichzeitig. | D-5-63-000-679 Wikidata  | weitere Bilder              |
| Königswarterstraße 26 (Standort)                     | Villa                       | Freistehender, zweigeschossiger Putzbau auf hohem Sandsteinsockel mit Walmdach, Sandsteingliederung, geschweiftem Eisengitterbalkon auf Sandsteinsäulen und Attikageschoss mit Segmentgiebel, spätklassizistisch, von Johann Michael Zink, 1860, z. T. verändert von Fritz Walter, 1899; Einfriedung, Pfeilgitterzaun und Sandsteinpfeiler, gleichzeitig. | D-5-63-000-680 Wikidata  | BW                          |
| Königswarterstraße 42 (Standort)                     | Mietshaus                   | Viergeschossiger traufseitiger Satteldachbau mit Sandsteinfassade, flachem Mittelrisalit und Gitterbalkon, spätklassizistisch, 1864/65, Aufstockung von Wilhelm Schmidt, 1877. | D-5-63-000-681 Wikidata  | weitere Bilder              |
| Königswarterstraße 48 (Standort)                     | Wohnhaus                    | Dreigeschossiger traufseitiger Satteldachbau mit reich gegliederter Sandsteinfassade, flachen Seitenrisaliten mit Attikabalustraden und Eisengitterbalkon, Neurenaissance, von Wilhelm Schmidt, 1878; ehemalige Remise, erdgeschossiger Putzbau mit Mansarddach, gleichzeitig; Rückgebäude, ehemaliges Fabrikgebäude, zwei- bis dreigeschossiger Putzbau mit Mansard- und Pultdach, um 1900. | D-5-63-000-682 Wikidata  | BW                          |
| Königswarterstraße 52 (Standort)                     | Haus Evora                  | Viergeschossiger Mansarddachbau mit reich gegliederter Sandsteinfassade, Flachrisalit mit säulenflankierter Balkongruppe und polygonalem Eckerkerturm mit Zwiebelhaube und Eisengitterbalkon, Neubarock, von Fritz Walter, 1893. | D-5-63-000-683 Wikidata  | Haus Evora                  |
| Königswarterstraße 54 (Standort)                     | Mietshaus                   | Viergeschossiger traufseitiger Satteldachbau mit reich gegliederter Sandsteinfassade, Eisenbalkonen, Mittelerker und Volutenzwerchgiebel, Neurenaissance, von Fritz Walter, 1898/99; Rückflügel, viergeschossiger Backsteinbau mit Mansarddach, gleichzeitig; bauliche Gruppe mit Königswarterstraße 54a; Teil des Ensembles Hornschuchpromenade/Königswarterstraße. | D-5-63-000-684 Wikidata  | BW                          |
| Königswarterstraße 54a (Standort)                    | Mietshaus                   | Viergeschossiger traufseitiger Satteldachbau mit reich gegliederter Sandsteinfassade, seitlichen balkonbekrönten Erkern, Mittelerker und Volutenzwerchgiebel, Neurenaissance, von Fritz Walter, 1897/98; Rückflügel, viergeschossiger Backsteinbau mit Mansarddach, gleichzeitig; bauliche Gruppe mit Königswarterstraße 54; Teil des Ensembles Hornschuchpromenade/Königswarterstraße. | D-5-63-000-1753 Wikidata | BW                          |
| Königswarterstraße 56 (Standort)                     | Mietshaus                   | Dreigeschossiger Mansarddachbau mit reich gegliederter Sandsteinfassade, breitem Zwerchhaus und mittiger Balkongruppe, Neubarock, von Max Mayer, 1883; Teil des Ensembles Hornschuchpromenade/Königswarterstraße. | D-5-63-000-685 Wikidata  | BW                          |
| Königswarterstraße 58 (Standort)                     | Mietshaus                   | Viergeschossiger traufseitiger Satteldachbau mit reich gegliederter Sandsteinfassade, Mittelerker mit Eisenbalkonbrüstung und flachen Seitenrisaliten, Neurenaissance, wohl von Wolfgang Müller, 1887; Fabrikgebäude, viergeschossiger Putzbau mit Pultdach und Sandsteinportal mit Figuren, bez. 1919; Teil des Ensembles Hornschuchpromenade/Königswarterstraße. | D-5-63-000-686 Wikidata  | BW                          |
| Königswarterstraße 60 (Standort)                     | Mietshaus                   | Viergeschossiger traufseitiger Satteldachbau mit Sandsteinfassade, Mittelerker und flachen Seitenrisaliten mit Balkonen, Neurenaissance, von Fritz Walter, 1889/90, nach Kriegsschaden Fassade 1953/54 vereinfacht wiederaufgebaut; Teil des Ensembles Hornschuchpromenade/Königswarterstraße. | D-5-63-000-687 Wikidata  | BW                          |
| Königswarterstraße 62 / Gebhardtstraße 33 (Standort) | Mietshaus                   | Viergeschossiger traufseitiger Satteldachbau mit reich gegliederter Sandsteinfassade, polygonalem Mittelerker und Zwerchgiebel, Neubarock, von Theodor Eyrich, 1891/92; Rückgebäude, ein- und dreigeschossiger Backsteinbau mit Pultdach, gleichzeitig; Garage, erdgeschossiger Backsteinbau mit Pultdach, gleichzeitig; Teil des Ensembles Hornschuchpromenade/Königswarterstraße. | D-5-63-000-688 Wikidata  | BW                          |
| Königswarterstraße 64 (Standort)                     | Miethaus, jetzt Bürogebäude | Viergeschossiger traufseitiger Satteldachbau mit reich gegliederter Sandsteinfassade, polygonalem Mittelerker, Volutenzwerchgiebel und steinernen und Eisengitterbalkonen, Neubarock, von Adam Egerer, 1891/92; Rückgebäude, dreigeschossiger, abgewinkelter Backsteinbau mit Mansarddach und Sandsteingliederung, gleichzeitig; Teil des Ensembles Hornschuchpromenade/Königswarterstraße. | D-5-63-000-689 Wikidata  | Miethaus, jetzt Bürogebäude |
| Königswarterstraße 66 (Standort)                     | Mietshaus                   | Viergeschossiger traufseitiger Satteldachbau mit reich gegliederter Sandsteinfassade und flachem Mittelrisalit mit Erkerturm-Eisenbalkon-Gruppe, Neubarock, von Fritz Walter, 1895/96; Einfriedung im Hof, Pfeilgitterzaun und Sandsteinpfeiler, gleichzeitig; Teil des Ensembles Hornschuchpromenade/Königswarterstraße. | D-5-63-000-690 Wikidata  | Mietshaus                   |
| Königswarterstraße 68 (Standort)                     | Mietshaus                   | Viergeschossiger traufseitiger Satteldachbau mit reich gegliederter Sandsteinfassade, Mittelerker mit Balkonbrüstung, kleinem Zwerchhaus und seitlichen Eisenbalkonen, Neubarock, wohl von Adam Egerer, 1893/94; Rückgebäude, dreigeschossiger Backsteinbau mit Pultdach, Sandsteinerdgeschoss und -gliederung, gleichzeitig; Teil des Ensembles Hornschuchpromenade/Königswarterstraße. | D-5-63-000-691 Wikidata  | weitere Bilder              |
| Königswarterstraße 70 (Standort)                     | Mietshaus                   | Viergeschossiger traufseitiger Satteldachbau mit reich gegliederter Sandsteinfassade und flachem Mittelrisalit mit Erker und beiderseits anschließenden Balkonen, Neubarock, wohl von Adam Egerer, 1895; Rückflügel, drei- bis viergeschossiger Backsteinbau mit Pultdach, Sandsteinerdgeschoss und -gliederung, gleichzeitig; Teil des Ensembles Hornschuchpromenade/Königswarterstraße. | D-5-63-000-692 Wikidata  | BW                          |
| Königswarterstraße 72 (Standort)                     | Mietshaus                   | Viergeschossiger traufseitiger Satteldachbau mit reich gegliederter Sandsteinfassade und Mittelrisalit mit Erker, Schweifgitterbalkon und kleinem Segmentzwerchgiebel, in Neurokokoformen, von Adam Egerer, 1895/96; Teil des Ensembles Hornschuchpromenade/Königswarterstraße. | D-5-63-000-693 Wikidata  | BW                          |
| Königswarterstraße 74 (Standort)                     | Mietshaus in Ecklage        | Viergeschossiger Satteldachbau mit reich gegliederter Sandsteinfassade, Erkern, Volutenzwerchgiebel, hölzernen Dachgauben mit Spitzhelmen und rundem Eckerkerturm mit Gitterbalkonen, im Neu-Nürnberger-Stil, von Max Mayer, 1896/97; Teil des Ensembles Hornschuchpromenade/Königswarterstraße. | D-5-63-000-694 Wikidata  | weitere Bilder              |
| Königswarterstraße 76 (Standort)                     | Mietshaus in Ecklage        | Viergeschossiger Mansarddachbau mit reich gegliederter Sandsteinfassade, Erker, Risalit mit geschweiftem Zwerchgiebel und polygonalem Eckerkerturm, Neubarock, wohl von Max Mayer sowie Bräutigam und Wiessner, 1902/04; Vorgarten-Einfriedung, Pfeilgitterzaun und Sandsteinpfeiler, gleichzeitig; bauliche Einheit und symmetrische Gesamtanlage mit Königswarterstraße 77 / 78; Teil des Ensembles Hornschuchpromenade/Königswarterstraße.                                                                             | D-5-63-000-695 Wikidata  | Mietshaus in Ecklage        |
| Königswarterstraße 77 (Standort)                     | Mietshaus                   | Viergeschossiger Mansarddachbau mit reich gegliederter Sandsteinfassade, Erker und Zwerchhaus mit Schweifgiebel, Neubarock, wohl von Max Mayer sowie Bräutigam und Wiessner, 1902/04; Vorgarten-Einfriedung, Sandsteinpfeiler, gleichzeitig; bauliche Einheit und symmetrische Gesamtanlage mit Eckbauten Königswarterstraße 76 / 78; Teil des Ensembles Hornschuchpromenade/Königswarterstraße. | D-5-63-000-1754 Wikidata | weitere Bilder              |
| Königswarterstraße 78 (Standort)                     | Mietshaus in Ecklage        | Viergeschossiger Mansarddachbau mit reich gegliederter Sandsteinfassade, Erker, geschweiftem Zwerchgiebel, Eisengitterbalkonen und polygonalem Eckerkerturm, Neubarock, wohl von Max Mayer sowie Bräutigam und Wiessner, 1902/04; Vorgarten-Einfriedung, Sandsteinpfeiler, gleichzeitig; bauliche Einheit und symmetrische Gesamtanlage mit Königswarterstraße 76 / 77; Teil des Ensembles Hornschuchpromenade/Königswarterstraße.                                                                                        | D-5-63-000-1755 Wikidata | Mietshaus in Ecklage        |

## Kornstraße
| Lage                       | Objekt     | Beschreibung | Akten-Nr.               | Bild |
| -------------------------- | ---------- | --- | ----------------------- | ---- |
| Kornstraße 1-18 (Standort) | Wohnanlage | Mietshaus-Doppelzeile zu beiden Seiten der Kornstraße, dreigeschossige Mansarddachbauten mit Putzfassaden, Sandsteinrustika am Erdgeschoss und verschiedenartigen Fachwerk-Dachausbauten, Eisenbalkonen und geschweiften und Fachwerk-Zwerchgiebeln, Mittelteil der Straße platzartig ausgeweitet, Heimatstil, von Ebert und Müller, 1908–10; bauliche Gruppe mit den höheren Eckhäusern Ludwigstraße 71 / 73 und Simonstraße 60 / 62. | D-5-63-000-699 Wikidata | BW   |

## Krautheimerstraße
| Lage                            | Objekt                                                                | Beschreibung | Akten-Nr.                          | Bild |
| ------------------------------- | --------------------------------------------------------------------- | --- | ---------------------------------- | ---- |
| Krautheimerstraße 11 (Standort) | Ehemalige Sporthalle (Gebäude Nr. 47) der Artilleriekaserne mit Depot | Giebelständiger, dreifach getreppter Eisenbetonbau mit verglasten Seitenfronten, innen vier Rundbogenstützen, wohl nach 1945, Umbau 2003. Siehe auch Südstadtpark. | D-5-63-000-1585 zugehörig Wikidata | BW   |

## Kreuzstraße
| Lage                     | Objekt                              | Beschreibung | Akten-Nr.                         | Bild           |
| ------------------------ | ----------------------------------- | --- | --------------------------------- | -------------- |
| Kreuzstraße 1 (Standort) | Saal des Gasthofs „Schwarzes Kreuz“ | Saalbau, zweigeschossiger traufseitiger Sandsteinquaderbau mit Satteldach, verschiefertem Giebel und hohem Fachwerkaufzugserker, von Simon Roth und Friedrich Müller, 1825; Teil des Ensembles Altstadt. Siehe auch Königstraße 81. | D-5-63-000-633 zugehörig Wikidata | weitere Bilder |
| Kreuzstraße 5 (Standort) | Wohnhaus                            | Dreigeschossiger traufseitiger Satteldachbau mit Sandsteinfassade, Rosettenfries an der Traufe, spätklassizistisch, 1875/76; Teil des Ensembles Altstadt.                                                                           | D-5-63-000-701 Wikidata           | Wohnhaus       |
| Kreuzstraße 6 (Standort) | Wohnhaus in Ecklage                 | Dreigeschossiger Sandsteinquaderbau mit Walmdach und Sohlbankgesimsen, spätklassizistisch, von Konrad Jordan und Johann Kiesel, 1842; Teil des Ensembles Altstadt.                                                                  | D-5-63-000-702 Wikidata           | weitere Bilder |

## Kronacher Straße
| Lage                           | Objekt                                                              | Beschreibung | Akten-Nr.                | Bild           |
| ------------------------------ | ------------------------------------------------------------------- | --- | ------------------------ | -------------- |
| Kronacher Straße (Standort)    | Kriegerdenkmal                                                      | Kriegerdenkmal für 1914–1918, kugelförmiges Monument aus Granitstein in Form eines stilisierten Fußballs auf Rundstützen mit Inschriftring und Eisenkreuzbekrönung, Entwurf von Karl Maurer, Ausführung von Fa. Fraenkel, Christian Hofmann und Grabsteingeschäft Johann Zink, 1923; auf dem Nachwuchstrainingsgelände der Spielvereinigung Fürth. | D-5-63-000-1599 Wikidata | BW             |
| Kronacher Straße 22 (Standort) | Hochbunker                                                          | Dreigeschossiger Eisenbetonbau mit hohem Walmdach, Treppenturmanbau im Westen, gewissermaßen als Kirchenbau getarnt, vom Städtischen Hochbauamt Fürth, 1941/42, 1968/71 für Zivilschutz umgerüstet; mit Ausstattung. | D-5-63-000-1691 Wikidata | weitere Bilder |
| Kronacher Straße 27 (Standort) | Evangelisch-Lutherische Wilhelm-Löhe-Gedächtniskirche (Pfarrkirche) | Eisenbetonbau mit Flachsatteldach und seitlich über von dünnen Stützen getragenem Vordach angehängtem Glockenturm, von Fritz Fronmüller, 1959/60; mit Ausstattung. | D-5-63-000-1696 Wikidata | BW             |

## Kurgartenstraße
| Lage                          | Objekt                               | Beschreibung | Akten-Nr.                          | Bild           |
| ----------------------------- | ------------------------------------ | --- | ---------------------------------- | -------------- |
| Kurgartenstraße 1 (Standort)  | Ehemaliges Exporthaus Berlin         | Neuklassizistischer, viergeschossiger Putzbau mit Kolossallisenen und Felderung, Erdgeschoss Sandstein, 1923/24 von Richard Kohler; Fortsetzung von Nürnberger Straße 129. | D-5-63-000-1028 zugehörig Wikidata | weitere Bilder |
| Kurgartenstraße 42 (Standort) | Mietshaus mit Gaststätte „Kurgarten“ | Viergeschossiger Mansarddachbau in Ecklage mit reich gegliederter Putzfassade mit rustiziertem Sandsteinerdgeschoss, Erkern, Loggien und Zwerchhäusern mit Schweifgiebeln, neuklassizistisch, von Peringer und Rogler, 1911/12; Hausmadonna, gleichzeitig; Einfriedung, rustizierte Sandsteinquadermauer, gleichzeitig. | D-5-63-000-704 Wikidata            | weitere Bilder |
| Kurgartenstraße 47 (Standort) | Pavillon der König-Ludwig-Quelle     | Neuklassizistischer Flachgiebelbau auf hohem Sockelgeschoss mit einhüftiger, doppelläufiger Freitreppe, um 1912/13; dahinter Rest des Kurgartens mit runder Brunnenanlage, umgeben von kreisförmiger Eichenbepflanzung.                                                                                                 | D-5-63-000-1678 Wikidata           | weitere Bilder |

## Kutzerstraße
| Lage                       | Objekt           | Beschreibung | Akten-Nr.                | Bild |
| -------------------------- | ---------------- | --- | ------------------------ | ---- |
| Kutzerstraße 37 (Standort) | Villa Adelung    | Zweigeschossiger Putzbau mit Mansardwalmdach, Eingangsvorbau an der Ostseite, Segmenterker, Säulenloggia im Obergeschoss und Zwerchhäusern, historisierend, von Hans Müller, 1911/12. | D-5-63-000-705 Wikidata  | BW   |
| Kutzerstraße 47 (Standort) | Villa Kunreuther | Zweigeschossiger Putzbau mit Walmdach und Risaliten, am Obergeschoss Lisenengliederung und vorspringendes und umlaufendes Gesims mit Biberschwanzeindeckung, an der Südwestseite Arkadenvorbau mit Walmdach, neuklassizistisch, von Fritz Landauer, 1913/14; Gartenhaus, erdgeschossiger Kegeldachbau auf ovalem Grundriss, wohl gleichzeitig. | D-5-63-000-1598 Wikidata | BW   |